# Соллогуб, Владимир Александрович
Граф Влади́мир Алекса́ндрович Соллогу́б (8 (20) августа 1813, Санкт-Петербург — 5 (17) июня 1882, Гамбург) — русский чиновник (тайный советник), прозаик, драматург, поэт и мемуарист из литовского рода Соллогубов. Младший брат дипломата Льва Соллогуба, дед князя А. А. Гагарина.
Выросший в аристократической семье и получивший домашнее образование, В. А. Соллогуб хорошо знал представителей высшего света и часто изображал их в своих произведениях. Первоначальную известность получил как автор светских повестей, в которых создал галерею представителей большого света пушкинского времени. Под влиянием Гоголя в 1840-х годах разделял художественные принципы так называемой натуральной школы. В более поздний период своего творчества Соллогуб главным образом работал в области драматургии, писал водевили и лишь в конце жизни взялся за роман.
Оценки творчества писателя современниками кардинально расходились: одни приветствовали в нём многообещающий талант, другие высмеивали его произведения как дилетантские и подражательные. Современные литературоведы констатируют, что светские повести Соллогуба стали заметным явлением в русской литературе 1830-х и 1840-х годов.

## Биография

### Происхождение
|                                               |
|                                               |
| Александр Иванович и Софья Ивановна Соллогубы |

Соллогуб происходил из весьма богатой высшей аристократии, приближённой ко двору. Его дед Ян Соллогуб, адъютант польского короля и крупный литовский магнат, увеличил своё состояние до 80 тысяч душ благодаря браку с дочерью царского родственника Л. А. Нарышкина. Александр Соллогуб (1787—1843), отец писателя, довольно быстро растратил свою долю отцовского состояния. Он имел придворный чин церемониймейстера, но более всего был известен светскому Петербургу как образцовый денди. Так, именно о нём говорит черновая строчка I-й главы «Евгения Онегина» А. С. Пушкина — «Гуляет вечный Соллогуб». Его любовь к театру, музыке и живописи сказалась на воспитании сына.
Матери писателя, Софье Ивановне (в девичестве Архарова; 1791—1854), оказывал благоволение император Александр I, любивший подолгу беседовать с нею. Именно ей, более сдержанной и серьёзной, любительнице отечественной словесности, были адресованы «Письма графине С. И. С. о русских поэтах» П. А. Плетнёва. 
Бабушкой Соллогуба по матери была Екатерина Александровна Архарова, «хранительница старомосковских традиций», а дедом — московский военный губернатор И. П. Архаров. Таким образом, семья будущего писателя имела отношение и к чиновно-придворному Петербургу, и к барской Москве с её патриархальным укладом. В детстве на Соллогуба оказал влияние сам факт свойства с семейством А. Н. Оленина, президента Академии художеств, который приходился двоюродным братом Е. Архаровой. Визиты в его дом познакомили юношу с рядом известных писателей, таких как И. А. Крылов, Н. И. Гнедич, А. С. Пушкин и А. С. Грибоедов; именно здесь он «начал уважать искусство».

### Детство и учёба в Дерпте
Обучение, которому родители уделяли очень большое внимание, Соллогуб первоначально проходил на дому. При этом в число его преподавателей входили П. А. Плетнёв как учитель словесности и протоиерей И. С. Кочетов как законоучитель. Гувернёром юного Соллогуба был Эрнест Шаррьер (Шарьер), французский драматург, историк и поэт, будущий переводчик «Записок охотника» И. С. Тургенева на французский. Он пробудил любовь к литературе у будущего писателя. Зиму Владимир проводил в основном в Петербурге, а летом жил в Павловске. Пребывание в обоих городах позволяло ему общаться со сверстниками, принадлежавшими к придворно-аристократическому кругу. Владимир, несмотря на то, что был, по отзывам современников, «тогда очень дурен собой», выделялся своей бойкостью и остроумием и был часто зван в гости, ибо «умел оживлять и веселить». Среди развлечений было участие в придворных спектаклях (а также в любительских постановках и живых картинах, устраиваемых его отцом, где последний также выступал актёром и певцом). В 1819—1820 годах Соллогуб совершил вместе с родителями и своим братом Львом путешествие в Париж и позднее описал город после убийства герцога Беррийского.
Летом 1822 года мальчик совершил поездку в имение матери Никольское Симбирской губернии, которая обернулась открытием нового для него мира русской провинции. Управлял имением в то время В. И. Григорович, отец Д. В. Григоровича, общавшегося с писателем в 1840 — 1860-е годы.
Получив, по данным Н. Якушина, прекрасное домашнее образование и желая связать дальнейшую жизнь с дипломатической карьерой, будущий писатель в 1829 году поступил на историко-филологическое отделение философского факультета Дерптского университета. Ввиду понижения материального благополучия семьи, быт Соллогуба-студента был весьма скромен, однако он не избегал студенческих игрищ, подражая во многом поэту Н. М. Языкову, также учившемуся прежде в Дерпте. Здесь Соллогуб общался с В. А. Жуковским, семейством Карамзиных, особенно с Андреем Карамзиным (в то время тоже студентом), П. А. Вяземским, будущими хирургами Н. И. Пироговым и Ф. И. Иноземцевым и юристами П. Г. Редкиным и П. Д. Калмыковым, И. Ф. Золотарёвым, Ю. Арнольдом. Соллогуб стал завсегдатаем ряда литературно-музыкальных салонов: ландрата К. Г. Липгардта, профессора В. М. Перевощикова и И. Ф. Мойера. Помимо учёбы граф занимался музыкой, сочинительством, участвовал в любительских спектаклях, «… как подобает настоящему буршу, бражничая, фехтуя, волочась за бюргерскими дочками».
Учёба и пребывание в Дерпте оставили след в судьбе поэта, найдя отражение в ряде произведений (повести «Два студента», «Аптекарша» и рассказ «Неоконченные повести») и повлияв на будущее сближение с Н. М. Языковым. Местом проведения летних вакаций были избраны те же Петербург и Павловск. Именно здесь в 1831 году судьба свела его с Н. В. Гоголем, который на тот момент являлся гувернёром слабоумного графа В. А. Васильчикова, двоюродного брата Соллогуба. В том же году будущий писатель познакомился и с А. С. Пушкиным. Университет он окончил в 1834 году лишь «действительным студентом» вместо «кандидата». Причины этого сам Соллогуб видел в неудаче на экзаменах и конфликте с одним из профессоров.

### Начало служебной и литературной карьеры

#### Служба
После окончания Дерптского университета Соллогубу присвоили чин губернского секретаря. Сначала он поступил на службу в Министерство иностранных дел, где состоял в должности атташе при русском посольстве в Вене. Однако из-за отсутствия склонности к дипломатической службе он возвратился в Россию и 19 января 1835 года начал карьеру уже при Министерстве внутренних дел как чиновник особых поручений (при тверском губернаторе). Во время частых командировок в провинцию — Харьков, Смоленск, Витебск, Тверь — основной задачей Соллогуба было описание губерний; поездка в Тверь, кроме того, имела своей целью разыскивание сведений о раскольниках.
Граф Соллогуб много времени проводил не на службе, а в своём имении близ Твери. Бакунин так описал один из эпизодов сей жизни:
Глаз на глаз с Соллогубом провел целую неделю в старом его доме, в ста верстах от Твери. Мы читали вместе Гофмана, пили по три бутылки вина в день, фантазировали, а когда надоедало, так опять пускались в путь в другую деревню графа…
В начале 1838 года Соллогуб посвятил своё время занятиям при канцелярии министра. 19 апреля он получил задание составить полное статистическое описание Симбирской губернии, которое с перерывом было завершено в сентябре 1839 года и хранится в Российском государственном историческом архиве. 26 февраля 1839 года выполнение задания было прервано: Соллогубу поручили расследовать незаконную вырубку казённых лесов в Устюжском и Весьегонском уездах, с чем он справился к 12 апреля того же года. В конце мая состоялась новая поездка в Устюжну, из которой писатель вернулся, скорее всего, в июле — августе. 31 августа 1839 года Соллогуба откомандировали в Симбирскую губернию; выехал он в середине сентября. В письме Андрею Карамзину Соллогуб охарактеризовал данный период так: «Вот моя жизнь … большая дорога, по которой часто приходится ездить в тележке». Однако Соллогуб не оставлял в стороне и светскую, и литературную жизнь, в которой активно участвовал во время частого посещения Петербурга. В обществе он славился своим остроумием, считался прекрасным танцором; при этом А. Я. Панаева и Д. В. Григорович отмечали, что поведение молодого человека в свете и среди литераторов разнилось.
В конце 1839 года титулярный советник Соллогуб был пожалован придворным званием камер-юнкера. В 1840 году писатель вступил в брак с Софьей Михайловной Виельгорской, дочерью М. Ю. Виельгорского. В 1842 году Соллогуб уже в чине коллежского асессора занял должность столоначальника в Государственной канцелярии. В том же году переименован в экспедитора. Писатель не остался в стороне, когда дело коснулось хлопот об освобождении А. И. Герцена из новгородской ссылки. В 1843—1844 годах Соллогуб вместе с семьёй жены совершил поездку в Европу (Германия, Париж, Ницца). Пребывание в Баден-Бадене (июль — август 1843 года) и Ницце (осень 1843 — зима 1844 года) ознаменовалось общением с А. О. Смирновой-Россет и Н. В. Гоголем. Последний после прочтения незавершённого варианта «Тарантаса» дал автору ряд литературных советов. Возможно, именно под влиянием Гоголя Соллогуб приступил к переработке повести.
Получив в 1845 году чин надворного советника, а в 1848 году — коллежского и выйдя 30 января 1849 года в отставку по неизвестной причине, писатель переселился в село Никольское, иногда бывая в Москве.

#### Литература

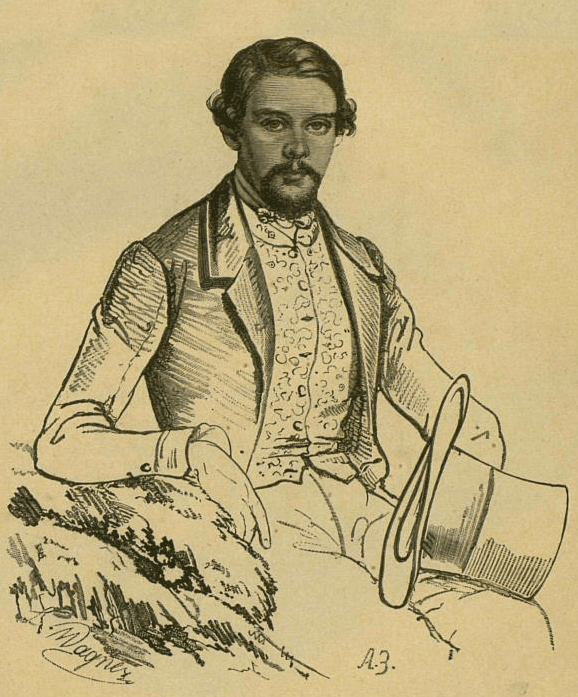
Соллогуб в 1843 году

### Служба на Кавказе и поездки в Европу
7 ноября 1850 года Соллогуб вернулся на службу в Министерство внутренних дел — на этот раз при наместнике кавказском и генерал-губернаторе новороссийском князе М. С. Воронцове (в центральном статистическом комитете). Прибытие на место службы датировано февралём или мартом 1851 года. В 1852 году граф получил чин статского советника. Во время пребывания в Тифлисе Соллогуб взял на себя организацию русского театра, развернув также активное сотрудничество с газетой «Кавказ». В этот период он публиковал этнографические очерки (позднее — цикл «Салалакские досуги») и стихотворения («Тифлисская ночь», «Дышит город негой ночи…» и прочие — 1854 год). В 1854 году вышли главы повести «Иван Васильевич на Кавказе», которая, судя по всему, не была окончена. В 1855 году Соллогуб с Е. А. Вердеревским выпустили «закавказский альманах» «Зурна» со своей пьесой «Ночь перед свадьбой, или Грузия через тысячу лет». Разбору альманаха он посвятил статью «Несколько слов о начале кавказской словесности» (1855), где ратовал за «настоящее просвещение края». В 1857 году Соллогуб опубликовал этнографическую «Ночь в Духане. Драматический очерк закавказских нравов». Активная общественная деятельность (включавшая также организацию благотворительных вечеров и спектаклей на им же написанные пьесы) помогла стать писателю в Тифлисе «центральной личностью».
По поручению Воронцова Соллогуб взялся за написание «Биографии ген. ‹П. С.› Котляревского», которую опубликовал с посвящением своему начальнику. Книга была написана с опорой на документы; она рассказывала, среди прочего, о положении в Закавказье во время Персидского похода 1796 года, русско-персидской войны 1804—1813 годов, а также Грузии в 1801 году, накануне присоединения к России, и в более позднее время. В 1852—1853 годах в Тифлисе под редакцией писателя были изданы первая и вторая книги «Записок Кавказского отдела Императорского Русского географического общества»
На начало Крымской войны (1853—1856) Соллогуб откликнулся патриотической одой-симфонией «Россия перед врагами» (оканчивалась гимном «Боже, царя храни…»), написанной совместно с Вердеревским и опубликованной в 1854 году, и солдатскими песнями, используемыми как листовки. Личные наблюдения во время службы Соллогуб воплотил в публицистических циклах «Кавказ в восточном вопросе, ещё вопрос парижским биографам Шамиля» (1855), «Год военных действий за Кавказом» (1857).
После того как на Кавказ был назначен новый наместник Н. Н. Муравьёв (Карсский), не расположенный к Соллогубу, последний по его воле вернулся в Петербург. Именно его пригласили организовать праздник при дворе, когда стало известно о прибытии королевы Нидерландской. За два дня писатель сочинил несохранившуюся пьесу о Петре I и русском флоте и сыграл в самой постановке с актрисой В. В. Самойловой. В 1856 году писатель поступил на службу чиновником особых поручений при Министерстве императорского двора; вскоре ему присвоили звание камергера и чин действительного статского советника. Именно на Соллогуба первоначально было возложено составление официального описания коронации Александра II, но писатель не смог присутствовать на церемонии.
|                                                                                            |
|                                                                                            |
| Н. Ф. Павлов и Н. А. Добролюбов, критика которых повлияла на литературную судьбу Соллогуба |

К 1856 году относится выход комедии «Чиновник», поставленной в том же году в Александринском театре. Пьеса вызвала в обществе хоть и непродолжительный, но всё же сильный резонанс. Как любительский спектакль комедия была поставлена на домашней сцене великой княгини Марии Николаевны и была удостоена просмотра императором. Александр II одобрил пьесу, содержавшую «очень много смелых вещей о безнравственности, то есть о воровстве … властей». И публикация, и сам спектакль были встречены противоречивыми отзывами рецензентов. Помимо резкой критики фразёрства главного героя со стороны Н. М. Львова, пьесу ждал ещё более жёсткий «Разбор комедии … „Чиновник“» Н. Ф. Павлова, которого поддержали Н. Г. Чернышевский, Тургенев (со слов Н. А. Мельгунова), Герцен. По мнению исследователей, именно из-за «Разбора…» Павлова Соллогуб оказался вне современной ему высокой литературы. В 1855—1856 годах вышли пятитомные «Сочинения» Соллогуба. Н. А. Добролюбов в своей статье «Сочинения графа Соллогуба» продолжил линию Павлова, дискредитировав уже всё творчество писателя как литературный анахронизм. Как показала сверка «Сочинений» с первыми публикациями, Соллогуб провёл правку текстов — большей частью стилистическую, в то время как существенные изменения и дополнения он вносил, как правило, лишь в повторные публикации, выходившие до собрания сочинений.
Затем к Соллогубу поступило предложение от нового кавказского наместника князя А. И. Барятинского, знакомого с писателем с отрочества, и он в надежде на должность губернатора снова приехал в Тифлис. Однако вскоре из-за разрыва с Барятинским Соллогуб оставил Кавказ.
Получив поручение от министра императорского двора графа В. Ф. Адлерберга, Соллогуб отправился в поездку по Европе для знакомства с обстоятельствами театрального дела. Приезд в Париж обернулся для писателя знакомством с литераторами (А. Дюма, А. Мюрже, Э. Скриб и прочими), композиторами (Дж. Россини, Дж. Мейербер) и артистами. В 1859 году в парижском театре «Gymnase» состоялась премьера постановки пьесы Соллогуба «Une prevue d’amite» («Доказательство дружбы»), написанной на французском языке. За перевод повестей писателя на французский взялся К. Мармье (издавались в 1856, 1857, 1864 годах). В 1861 году в Париже вышел перевод «Дворянского гнезда» Тургенева, выполненный Соллогубом совместно с А. де Колонна. Отзывом на парижские музыкальные дискуссии стала брошюра «Les’ musiciens contre musique» (1860). Кроме Парижа, Соллогуб побывал в Вене, Лондоне, Берлине. В 1859 году Соллогуб возвратился в Россию. Итогом поездки стала докладная записка о реформировании императорских театров. В 1868 году писатель также опубликовал в «Антракте» статью «О русском театре», отстаивающую необходимость открытия в России частных театров.
В 1858 году в честь столетия русского театра состоялся конкурс на лучшую пьесу, на котором победила комедия Соллогуба «Тридцатое августа 1756 года». Для постановки пьесы были отведены юбилейные дни в Петербургском Большом театре.
В 1859 году Соллогуб перебрался в Дерпт, находясь на службе чиновником особых поручений при Рижском военном, Лифляндском, Эстляндском и Курляндском генерал-губернаторе. Местом жительства стала так называемая мыза Карлово на окраинах города, бывшая летняя резиденция Ф. Булгарина. При этом он совершил частые поездки в Петербург, Москву и Европу (Германия и Париж). Будучи в Риге, Соллогуб написал статью «О квасном патриотизме» (1861), в которой сравнил русские и остзейские строгие порядки, отдав предпочтение последним. В его планах была публикация статьи (и полемический ответ на неё) в «Северной пчеле». Однако к печати статья не была допущена Санкт-Петербургским цензурным комитетом и Главным управлением цензуры: эти ведомства не пожелали портить отношений с остзейскими немцами.

### Последние годы жизни

#### Соллогуб-тюрьмовед
Ещё с начала 1860-х годов Соллогуб уделял много внимания пенитенциарным вопросам («тюрьмоведению»), им были опубликованы брошюры «Об организации в России тюремного труда» (1866) и «Титовские казармы. Описание тюрьмы» (1867), статья «Тюрьмы и театры» (1867). В 1866 году Соллогуб, уже заведывающий[sic] Московским смирительно-рабочим домом, провёл осмотр ряда острогов, придя к выводу о бездействии и злоупотреблениях администрации. В вопросах улучшения тюремных порядков он был весьма скептичен касательно опоры на существующую администрацию, которую он характеризовал как «безобразную», «богопротивную». Соллогуб выступал за лишение тюремных комитетов административных функций вследствие вызываемой ими волокиты и сохранение лишь благотворительной составляющей. Вывод чиновника был следующим: «В настоящее время тюремной администрации нет, да и тюрем, нравственно влияющих, нет, а существует какой-то страшный подземный мир несчастных и отпетых».
Ядринцев, в 1874—1876 годах домашний секретарь графа по тюремному делу, так описал его:
Граф Соллогуб, старик-чудак, вышедший в 70-х годах точно из мертвых (в 60-х он стушевывался). Граф в своих тюремных проектах стал сразу против ссылки, как наказания… Граф иногда шутя говорил мне: «а Сибирь мне должна поставить памятник!» Я его видел позднее умирающим, полупомешанным стариком. За его борьбу против ссылки и ясное понимание ее вреда для Сибири нельзя не воздать ему доброй памяти и признательности
В середине 1860-х годов Соллогуб, за которого перед П. А. Валуевым лично ходатайствовал специалист в тюремном деле М. Н. Галкин-Вранской, стал участником эксперимента: некоторые московские смирительно-рабочие дома, до конца 1865 года находившиеся в подчинении Приказам общественного призрения, решено было передать в ведение одного отдельного чиновника; пост занял граф, согласившийся «посвятить этому полезному делу всю свою деятельность». Согласно записке Министерства внутренних дел от 5 декабря 1866 года, результаты эксперимента были признаны удачными и замечательными. Соллогуб в короткие сроки сумел организовать пять ремесленных артелей: сапожную, башмачную, картузную, переплётную и портняжную; было улучшено питание арестантов, открыта школа для обучения, введено обучение церковному пению. Приглашённые графом подрядчики обеспечивали арестантов работой, предоставляли материалы и инструменты; среди усердно занявшихся работой бесчинства, пьянство и побеги были сведены к нулю. Эксперимент решено было продолжить в Москве в более расширенном масштабе с условием, что заведующим Московским смирительно-рабочим домом останется Соллогуб. Граф возглавил дом в июле 1865 года и пригласил в попечители артелей некоторых купцов в качестве контрагентов, а также для поощрения доброкачественной работы арестантов выдвинул предложение о выставлении на изделиях артелей особого штемпеля с изображением государственного герба, названием учреждения и именем купца. Однако при утверждении государственный герб был заменён гербом Московской губернии. По данным 1866 года, граф, не получая содержания, состоял заведывающим[sic] смирительно-рабочим домом в Москве и директором Московского губернского попечительного о тюрьмах комитета. Впоследствии, в том числе и на средства самого Соллогуба, при тюрьме был разбит огород, созданы библиотека и школа. Вместе с педагогом Ф. Савенко граф стал автором учебных курсов как для неграмотных, так и для частично образованных арестантов. В сентябре 1866 года было завершено строительство женского отделения. Весь следующий, 1867 год писатель посвятил пропаганде в печати выработанной им системы перевоспитания. В 1869 году Соллогуб вошёл в состав Особой комиссии под председательством товарища министра внутренних дел князя А. Б. Лобанова-Ростовского для подготовки проекта положения об исправительных тюрьмах. Комиссия дала высокую оценку результатам эксперимента, опубликовав свои выводы в справке в «Правительственном вестнике».
В 1870 году в ответ на обращение Нью-Йоркского тюремного общества за помощью к специалистам Соллогуб выслал свой отчёт с описанием русских острогов и разработанной им системы исправления и предложением провести международный тематический конгресс. Последнее предложение было поддержано, и писатель впоследствии ставил себе в заслугу проведение будущего Первого тюремного конгресса в Лондоне.
1 февраля 1872 года Соллогуб возглавил созданную в тот же год Комиссию для составления общего систематического проекта о тюремном преобразовании, целью которой было составить предположения об устройстве мест заключения. При этом граф видел необходимость преобразования Уложения о наказаниях и Устава о содержащихся под стражей для достижения цели. При работе комиссией, среди прочего, рассматривались и результаты международных тюремных конгрессов, участником некоторых из которых был Соллогуб. Выработанный в результате комиссией проект Положения о местах заключения гражданского ведомства (иногда «Проект основных положений тюремного преобразования»), помимо идеи централизации тюремного управления, содержал заимствования из зарубежного опыта, в первую очередь из отстаивавшейся Соллогубом шведской системы управления, и предлагал разделение находившихся под стражей на две группы: на находившихся под судом и следствием и на уже отбывающих наказание по приговорам суда. Сам Соллогуб в проекте отстаивал принцип деления мест заключения на краткосрочные, среднесрочные и долгосрочные в зависимости от степени преступления и, исходя из опыта управления тюрьмой, в Москве предлагал обязательное устройство церквей либо молелен и установку икон в камерах. В целом комиссия под руководством графа избрала своей целью лишь тюремную часть, не затронув вопросов так называемой «лестницы наказаний» и отделив уголовно-исправительное право от уголовного. Помимо проекта положения о тюрьмах, результатом более 70 заседаний комиссии стали проект сети пересыльных трактов в 10 губерниях Московского судебного органа и многие другие документы; сам Соллогуб подал докладную записку о тюремном преобразовании. В Государственный совет положения были отданы на рассмотрение в марте 1873 года, а в следующем месяце — лично Александру II. Наградой Соллогубу стали орден Святого Владимира 2-й степени и премия в размере 225 рублей. 19 мая 1873 года проект Соллогуба передали в комиссию графа П. А. Зубова. В 1877 году комиссию возглавил уже К. К. Грот.
Как председатель Комиссии для исследования недостатков тюремного заключения в России и изыскания способов к их устранению, Соллогуб отправился в командировку в Европу для изучения местного опыта. По возвращении он написал «закрытое» исследование «История и современное положение ссылки» (1873; для публики издано посмертно в 1883 году). Чиновник, попеременно бывая в Москве, Германии и Франции, участвовал в работе первого Международного конгресса в Лондоне, подвергнув впоследствии его организацию резкой критике, был избран членом постоянной Международной тюремной комиссии. Во время последующей поездки Соллогуб посетил Данию и Швецию, а также проездом побывал в Гамбурге и Бельгии. В Гамбурге чиновник посетил исправительные заведения для несовершеннолетних «Суровый дом»; в Бельгии стал одним из участников заседания международной комиссии, созданной Лондонским пенитенциарным комитетом в 1872 году. Заседание состоялось в июне 1874 года. По данным, полученным во время поездки в Швецию и Данию, Соллогубом был составлен отчёт о системе мест лишения свободы и управления ими. Явное расположение чиновник выказал к шведской модели мест лишения свободы, в основе которой лежала идея одиночного заключения, и особенно подробно описал её в отчёте. Более того, он поддержал и шведскую систему исполнения наказания, показавшую себя лучше на практике.
Исследователи придерживаются мнения, что именно Соллогубу, признаваемому одним из основателей российской пенитенциарной науки, принадлежит анонимная статья «О нашем исполнительном правосудии», опубликованная в «Русском мире» в октябре — декабре 1874 года. В целом, обращаясь к европейскому опыту, автор отстаивает преимущества исправительной системы перед депортационной.

#### Литературная и прочая деятельность
В 1860-е годы сформировалось противостоящее новой словесности содружество, куда входили Соллогуб, Одоевский, М. П. Погодин, С. А. Соболевский и Вяземский. Целью содружества, периферийного в отношении прочих, было сохранение традиции литературных салонов 1830-х годов с чтением произведений и их обсуждением. В 1861 году состоялся юбилей Вяземского, и Соллогуб, среди прочих, принял активное участие в подготовке его празднования. Непосредственно во время торжества 2 марта ему доверили читать приветственные куплеты. Как автор Соллогуб отозвался на это событие отчётом о нём и брошюрой «Юбилей 50-летней литературной деятельности акад. кн. П. А. Вяземского». Куплеты были опубликованы Н. Гречем в «Северной пчеле» в том же году.
Реакция молодых радикальных литераторов на юбилей и в первую очередь на куплеты Соллогуба была резко негативной. Рупором стал журнал «Искра»: именно здесь вышли оскорбительные для юбиляра и самого графа пародия Вас. С. Курочкина («Стансы на будущий юбилей русско-французской водевильной и литературной деятельности Тараха Толерансова») и высмеивающая их «Праздная суета. Стихотворение великосветского поэта графа Чужеземцева» Д. Д. Минаева, снабжённая издевательским посвящением писателю и пометкой «пер. с франц.».
Ответом на скандал со стороны Вяземского стало стихотворение «Графу Соллогубу». Однако для критиков «Искры» и прочих радикальных изданий Соллогуб уже превратился в постоянный объект для насмешек, в частности, за свою галломанию и французские пьесы.
13 марта 1865 года по предложению М. П. Погодина Соллогуба избрали действительным членом Общества любителей российской словесности при Московском университете. Именно здесь 28 марта 1865 года он прочитал «Из воспоминаний о Пушкине и Гоголе», чем положил начало своей мемуарной линии. На воспоминания резким возмущением ответила «левая» пресса: примером служат стихотворение Минаева «В кругу друзей у камелька» («У камелька») и пародия «Литературные воспоминания Маслогуба» (опубликована в «Будильнике»). Череду мемуаров Соллогуб продолжил произведениями «Воспоминание о кн. В. Ф. Одоевском» (как речь прочитана 13 апреля 1869 года, включена в сборник «В память о кн. В. Ф. Одоевском», 1869), «Пережитые дни, рассказы о себе по поводу других» (1874), «Воспоминания» (вышли посмертно; 1886), а также статьями «Пушкин в его сочинениях» (как речь прочитана 15 апреля 1865 года), «О значении кн. П. А. Вяземского в российской словесности» (прочитана как речь 27 февраля 1866 года). В газете «Голос» Соллогуб разместил обращение к Краевскому, пытаясь наладить мирные отношения с новой литературной средой, но успеха не добился.
Соллогуб и Погодин, глядя на «нынешнее пренебрежение литературы», планировали издавать совместно журнал «Старовер», о чём последний писал Вяземскому в сентябре 1865 года. Однако цель так и не была достигнута. В 1866 году вышел «литературный и политический» сборник Погодина «Утро», в котором Соллогуб разместил свою поэму «Нигилист». Рассматривавшая «новых людей» (возможно, Белинского и Чернышевского) в иронично-негативном ключе, поэма превратилась в объект для новых поношений, таких как пародийная поэма Минаева «Нигилист», размещённая в «Искре» с эпиграфом «Не в свой „тарантас“ не садись» и написанная как продолжение поэмы.
Антинигилистическая линия была продолжена Соллогубом в пьесе «Разочарованные» (1867), статье «Молодость и будущность» («Голос», 1869) и комедии. Ни содержания, ни даже названия последней неизвестно: сохранились лишь сведения о том, что она была прочитана в октябре 1875 года Тургеневу и М. Е. Салтыкову-Щедрину; последний воспринял её резко отрицательно. Слухи же приписывали размолвку из-за якобы существовавшего пасквиля Соллогуба на Салтыкова.

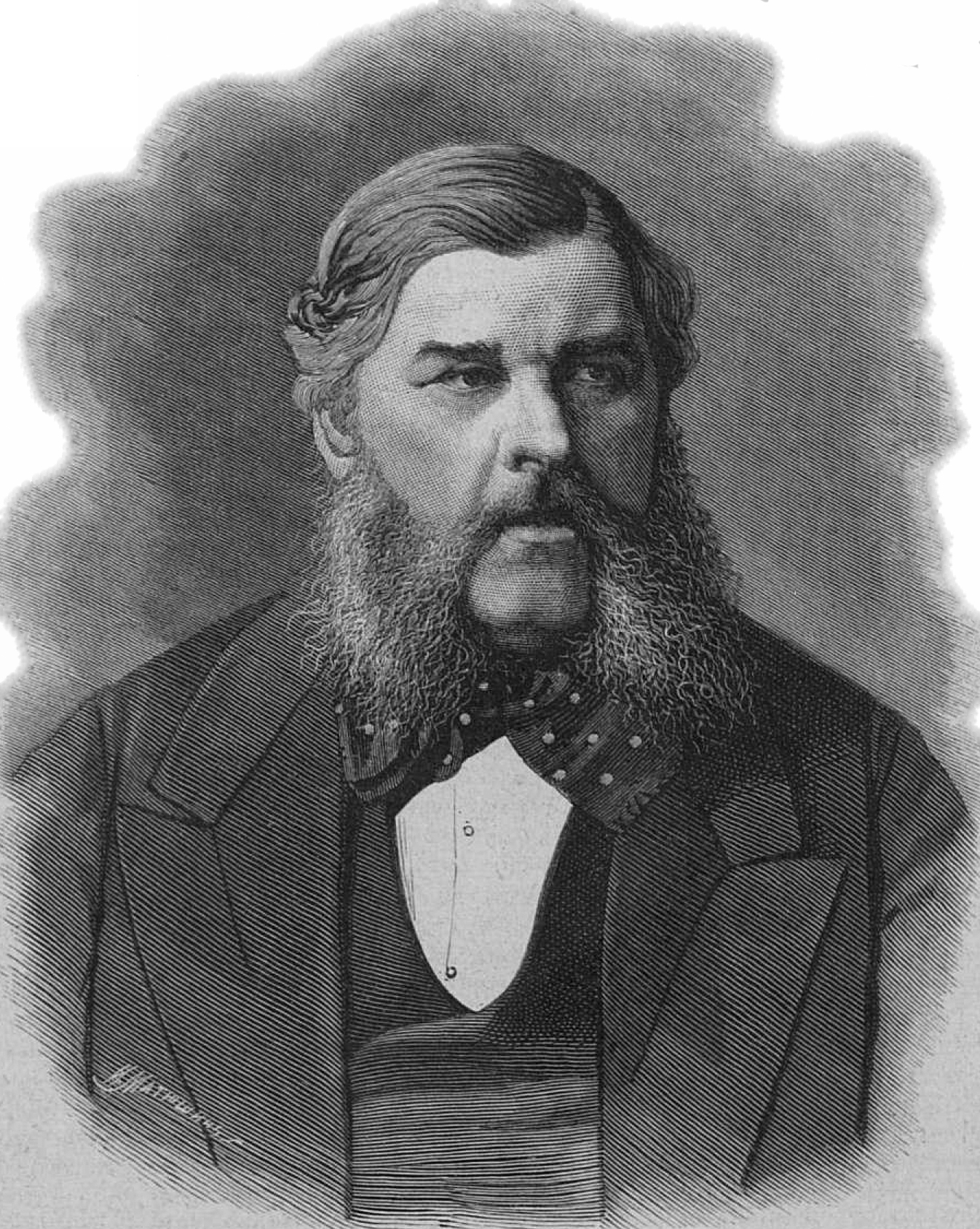
В. А. Соллогуб на гравюре для некролога

24 мая 1868 года Соллогубу был присвоен чин тайного советника. В октябре 1869 года Соллогуб получил командировку в Египет для участия в торжествах по случаю открытия Суэцкого канала. Свои впечатления от путешествия и торжеств в Порт-Саиде писатель изложил в книге «Новый Египет» (1871), получившей отрицательный отзыв в «Отечественных записках». К 1871 году относится последняя поездка Соллогуба на Кавказ. На этот раз на него была возложена организация торжеств в Кутаиси по случаю приезда Александра II и великих князей, будущего Александра III и Владимира Александровича. В рамках подготовки Соллогуб написал также приветственные стихи («С времен, давным-давно отжитых…»; рефрен «Аллаверды»), сокращённая версия которых позднее стала известной застольной песнью.
В 1877 году Соллогуб был направлен в качестве историографа в императорскую штаб-квартиру действующей армии. Итогом стало составление «Дневника высочайшего пребывания за Дунаем императора Александра II в 1877 г.». Обширное предисловие к книге, ставшей последней опубликованной при жизни автора, содержит описание причин русско-турецкой войны 1877—1878 годов, исторических задач России; там же был частично затронут «славянский вопрос». Сам «Дневник…», помимо описаний торжественных завтраков и вручений наград, содержал яркие пейзажные наброски и сцены из жизни штаб-квартиры. «Дневник…» был опубликован небольшим тиражом в начале 1878 года как роскошное издание и в продажу не поступил. Кроме нескольких стихотворений Соллогуб опубликовал главу из так и не оконченной повести «Посредник».
В 1878 году Соллогуб заключил новый брак с В. К. Аркудинской, которая была на 25 лет моложе писателя. Это обстоятельство вызвало многочисленные сплетни и насмешки, что обусловило дальнейшее усиление одиночества Соллогуба. Историю последней любви писатель отразил в романе «Через край», изданном посмертно — в 1885 году.

Последние годы своей жизни Соллогуб из-за разных болезней посвятил в основном лечению за границей и в Крыму. Граф скончался 5 июня 1882 года в Гамбурге, где находился на минеральных водах, и был похоронен в Москве в Донском монастыре рядом с братом Львом и матерью.

## Творчество
В разное время Соллогуба-писателя относили «к либералам и консерваторам, к салонным беллетристам и демократической „натуральной школе“, к романтикам и реалистам». Столь противоречивые мнения исследователи объясняют как самой эпохой с её социальными и литературными противоречиями, так и принадлежностью самого автора к аристократическому кругу и одновременно «всё более демократизировавшейся литературе».

### Первый период
Исследователи делят литературную деятельность Соллогуба на два периода: 1837—1849 годы и 1850—1882 годы. В первый период в его творчестве преобладает такой жанр, как светская повесть, содержащая в качестве ключевого мотива мезальянс. Неравный брак становится своего рода испытанием для главного героя. Доминирующими элементами повестей о светском обществе, проявившимися также в «Двух студентах» и «Трёх женихах», являются «бытописание и установка на создание типов». К светским произведениям Соллогуба относят повести «Большой свет», «Серёжа» и «История двух калош» (частично — более позднее произведение «Старушка»), наряду с «Тремя женихами» развивавшие реалистическое направление в этом жанре. В то же время в лучших повестях Соллогуб сочувствовал демократическим героям. Помимо очевидного реализма, светские повести автора отличаются «стремлением развенчать возвышенный ореол героя светской повести романтического толка».
Литературовед А. С. Немзер писал:

Несмотря на свой аристократизм, которым Соллогуб гордился, он обличает неподлинность («поддельность») «света», его опустошающие душу лицемерие и расчет, мелочность и «бесцветность» светских разговоров, продиктованные многочисленными условностями — неписаным кодексом светского поведения. Тщеславие составляет основную пружину «действия» светского человека, светской женщины…

В целом выбор для первых произведений жанра светской повести неудивителен: помимо моды, сам Соллогуб был непосредственно знаком с нравами и бытом русской аристократии.
Повести «Два студента» и «Три жениха» Соллогуб посвятил одной теме, а именно выбору пути молодым человеком, но для повествования выбрал различный бытовой фон: в «Двух студентах» это тихий немецкий городок и студенческая жизнь, а в во втором произведении — губернский город и яркие образы его жителей и полковых офицеров. Рядом с ними помещают повесть «Серёжа», герой которой в поисках смысла жизни отторгает светское общество, в то время как «романтика провинциальной непосредственности оказывается ложной». По мнению же Е. И. Кийко, темой «Аптекарши» является превосходство демократических героев над светским обществом. Романтическая составляющая повествования и идеальные герои, ставшие жертвами безучастного общества, отличают «Историю двух калош» и, по мнению исследователей, роднят её с прозой Марлинского. Для данной повести характерна связь «обыденности и поэтичности», высоких мечтаний и грубой реальности, при этом они сочетаются автором без традиционного противопоставления; всё романтическое подвергается переосмыслению и «снижению» с комизмом, и произведение является уже шагом к социально-психологической повести. Новелла «Бал» представляет собой «попытку взглянуть на мир глазами своих героев», о чём говорит подзаголовок: «Из дневника Леонина».
В «Серёже» Соллогуб открыл тип «доброго малого» и далее развил его в своих повестях, на что первым указал Белинский и что позже было поддержано в литературоведении В. А. Грехнёвым, В. Э. Вацуро, А. С. Немзером. Отличительными чертами этого типа, ставшего центральным для творчества автора и постепенно эволюционировавшего, являются безволие и сама обыкновенность его для «света».
Особое внимание Соллогуб сосредоточил на прорисовке именно типа светской женщины. Например, героиня «Истории двух калош» пассивно протестует против порядков света, не желая выносить нравственное насилие и отстаивая право на собственные чувства. В целом в преимущества «большого света» автор записал такие свойства, как «лоск образованности», «непринуждённость» и хороший тон. В то же время современному «свету» он противопоставил симпатичный ему патриархальный быт дворян-провинциалов (бабушка Леонина и детский дом Наденьки в «Большом свете»). Однако в «Серёже» писатель добавил этому юмористически-сатирические оттенки.
Проза Соллогуба направлена на последовательную дискредитацию романтической традиции. Попытки подобного пересмотра канонов светской повести, сложившихся в эпоху романтизма, можно наблюдать в первых произведениях писателя, в частности «дегероизацию» личности, идущей против «света»; тема непризнанного гения для Соллогуба не более чем средство для выражения своей темы — «чужого человека». В «Трёх женихах» при переосмыслении типов героев «из света» вовсе использована ирония. «История двух калош» представляет собой трансформацию романтической «повести о художнике». В ней присутствуют «мотивы противостояния „гения“ и „толпы“, обречённости чистой любви, одиночества художника, а также трагический финал»; в то же время исследователи отмечают в их описании мягкую иронию, переплетённую с сочувствием героям. При этом ирония призвана указать на «естественную» несправедливость мира. Романтические порывы Леонина из «Большого света» вовсе оказываются напрасными. Дискредитация романтической составляющей касается и повестей «Серёжа» (гвардейский щёголь, «добрый малый» с романтическими иллюзиями) и «Аптекарша» (главная героиня Шарлотта). Герой «Медведя», опубликованного в 1842 году, после неудачной любви к княжне вовсе покидает свет, предпочитая море с прежним одиночеством. Сопоставление «человека света» и «человека естественного», по мнению В. Э. Вацуро, нашло в «Медведе» обнажённо-контрастное воплощение.
Однако и в водевиле «Лев», и в «Приключении на железной дороге», не принадлежащих к светской повести, исследователями отмечаются «слабый, неспособный на поступок (перерождение) герой, печальный, иногда с комическими обертонами, финал и глубокий скепсис автора, убежденного в фиктивности любых исключительных событий и их „роковых“ развязок, в жёсткой подчиненности человека социальному положению — важной грани незыблемости бытия».
В случае Соллогуба конфликт находит позитивное завершение лишь в водевиле. При этом последний является фактически пародией на поэтику прозы самого автора, и, по мнению литературоведа Немзера, это вряд ли является бессознательным действием. Примером такого водевиля служит «Ямщик, или Шалость гусарского офицера», вышедший в 1842 году и высветивший аристократические предрассудки автора. Когда на рубеже 1840—1850-х годов писатель ощутил, что исчерпал свой прозаический потенциал, он выбрал для себя именно лёгкий жанр водевиля.
По мнению Немзера, характерными чертами повестей Соллогуба являются высокая наблюдательность (постоянное обращение к «модным» приметам своего времени) и проведённый со всей тщательностью психологический анализ человека, лишённого воли, который иногда предстаёт симпатичным, иногда — комичным. При этом выводимые в произведении «ироническая повествовательная манера, сочетание шутливости и лиризма точно соответствуют „антисобытийному“ сюжетопостроению». В заурядных героях Соллогуба исследователь видит предсказание «лишних людей» И. С. Тургенева, а в неразрешимых конфликтах его произведений и неоднозначной оценке автора — предсказание поэтики романов «Кто виноват?» А. И. Герцена и «Обыкновенной истории» И. А. Гончарова.
«Светские» персонажи Соллогуба, пустые и порочные носители страданий, сами не способны на достижение счастья и проявление своей воли, на совершение поступка. Для всех героев характерна «общая печать бездействия», а для самого писателя — постоянная вариация истории о несовершённом поступке. Отсюда интерес его не к сюжету, а к процессу повествования, к поиску «наиболее точного „слова“ о хорошо известном … мире». Исследователи объясняют внешний вид героев Соллогуба, которых он не судит, и их мысли и безволие обстоятельствами и эпохой написания. Безальтернативный мир прозы Соллогуба приводит к её бессобытийности, для которой, по мнению того же Немзера, можно проследить связь с фрагментарностью повествования и самого мира.
В последних повестях — «Метели», по мнению исследователей, одном из лучших произведений писателя и, возможно, лучшем образце его психологизма, и «Старушке» — писатель поставил точку в исканиях, выбрав покой вместо бурь. Несмотря на то, что «Метель» посвящена любви, в переживаниях героев, принадлежащих уже к одному сословию, исследователи не находят ни силы, ни глубины, а в самом повествовании — трагизма. Для автора важна не грусть о неудачной любви героев, а наслаждение «поэтичностью их встречи, вся прелесть которой для него — в её кратковременности». «Старушка» стала отражением консервативных взглядов автора: подняты темы утраты родственных связей и необходимость отведения главной роли дворянству. Именно они не позволили писателю довести конфликт сословий, вновь ставший центральной проблемой, до естественной развязки. «Старушка» стала последней написанной повестью Соллогуба.

#### Натуральная школа и физиологизм
В середине 1840-х годов Соллогуб испытывал существенное влияние эстетической составляющей натуральной школы, но при этом оставался самостоятельным, используя свой материал и являясь лишь приблизительно относящимся к направлению. «Приближенным» к школе считали его и литературоведы А. Г. Цейтлин и В. И. Кулешов. По мнению литературоведа, сближающей чертой (как в сильном отношении, так и в слабостях) стала социальная определённость героев Соллогуба. Слабостью для автора, как и для представителей ранней «натуральной школы», было психологическое содержание.
Основой для цикла «Теменевская ярмарка», изданного в это время, послужили устные рассказы актёра Щепкина. По мнению исследователей, обе повести являются удачным продолжением темы провинциальной «натуры» в творчестве автора, близкого «к идейным и художественным принципам натуральной школы». Так, «Собачка» представляет собой полотно, на котором яркими красками нарисованы будни бродячей труппы, быт (в том числе чиновничий) и нравы провинциального городка начала XIX века, где царит круговое взяточничество, произвол и обход закона (здесь автор частично следует за гоголевскими «Мёртвыми душами» и «Ревизором») . Темой же «Воспитанницы» стало столкновение бродячей провинциальной труппы и чиновничества. Несмотря на новую тему, сложившаяся художественная система Соллогуба осталась прежней: стабильность остаётся той чертой, что выделяет миры и нового цикла, и прежнего «Большого света». Какие бы «невероятные» события ни происходили, они не имеют развития, они «фиктивны». В то же время С. А. Розанова противопоставляет произведения цикла светским повестям автора («с их однообразием материала, повтором коллизий, характеров, мотивов, заданностью финала»), считая их более сильными в художественном отношении.
Новизна «светских повестей» Соллогуба состоит в его угле зрения, методе анализа. Будучи светским человеком, писатель подверг «физиологическому» анализу мир русских аристократов, выделив социальные группы и характеры с присущими только им чертами. Так, он во «Льве», выделив в «большом свете» «льва» и «фешенебля», различает и описывает их по роли в свете, манере одеваться и поведению. В «Медведе» прозаик подвергает анализу уже «медведей», добровольно отвергнувших свет. Вацуро включает в эту группу даже описание типа армейского офицера из «Трёх женихов». Исследованию подвергнуты «не столько индивидуальности, сколько „типы“». Одно время Соллогуб предполагал даже участие в издании физиологических очерков А. П. Башуцкого «Наши, списанные с натуры русскими».

#### «Большой свет»
В повести «Большой свет» Соллогуб сделал попытку по-новому представить традиции великосветского общества — как конфликты, так и различные ситуации. Исключив из произведения даже традиционную дуэль (вместе с тем и противопоставление герой-бунтарь — общество) и приведя всё к благополучной развязке, автор тем самым продемонстрировал идеализацию в самом себе дворянской составляющей: и быта, и героев. «Большой свет», по мнению литературоведов, стал «симптомом начинающегося отмирания светской повести» вообще и возвращением Соллогуба к высмеиваемым им прежде героям и отношениям в частности. А. Л. Осповат же предполагает «пародийное „снижение“ излюбленного образа светской повести» автором.
Повесть широко обсуждалась ещё современниками и вызвала многочисленные споры среди исследователей. Помимо отсылок к Лермонтову, это было вызвано тем, что «Большой свет», по словам Вяземского, вообще содержал «много петербургских намеков и актуалитетов». Так, герою Сафьеву приданы черты С. А. Соболевского и друга Лермонтова А. А. Столыпина (Монго), графине Воротынской — графини А. К. Воронцовой-Дашковой, Армидиной — Е. А. Сушковой. В Щетинине, выступающем в качестве самого объёмного персонажа, угадывается сам автор. Придав персонажам второстепенные черты портретного сходства с прототипами, Соллогуб в то же время не поставил перед собой задачи сделать их и психологически узнаваемыми. Кроме того, психологическая разработка образов в повести вообще подверглась критике — по выражению С. П. Шевырёва, это были «профили», а не «характеры». Несмотря на обвинения в антилермонтовской направленности, повесть, по сути, явилась отражением истории любви Соллогуба к его будущей жене, Софье Михайловне Виельгорской (1820—1878), прототипу Наденьки.

#### «Тарантас»

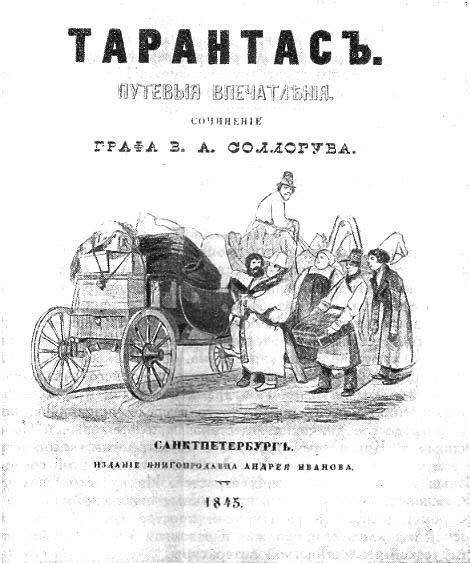
«Тарантас». Издание 1843 года. Титульный лист

Пытаясь представить читателям всестороннее описание жизни в империи, Соллогуб облёк повествование в форму путевых очерков и построил его на конфликте суждений и точек зрения главных героев (согласно другой точке зрения, на их сопоставлении и взаимодействии). Путешествие героев, типичных для русского общества того времени, длится от Москвы до Мордас, что охватывает практически всю центральную Россию. Главной целью автор поставил «определить национальную сущность жизни его родины». При этом художественное исследование разных сторон жизни не являлось самоцелью. К положительным сторонам повести исследователи относили правдивое изображение русского быта вкупе с сатирической насыщенностью, красочностью сцен, самим стилем повествования, отмечая одновременно противоречивость при следовании реализму («… не вскрывал истинных причин…»). При этом иронию автор проявлял и в отношении своих собственных взглядов.
Работа над «Тарантасом» была начата в эпоху формирования западничества и славянофильства. Повесть стала выражением иронии автора в отношении идеологической борьбы, захватившей его сверстников (например, братьев Гагариных). Идеологическим противником проевропейски настроенного Ивана Васильевича, нацеленного на поиски идеальной русской народности и воплощающего собой «абстрактный, книжный взгляд на Россию», является не лишённый практичности патриархальный помещик Василий Иванович. Выступая насмешливым скептиком в отношении мечтаний и идей своего спутника-идеалиста, постоянно по пути имеющего дело с грубостью российской реальности, Василий Иванович в то же время сам воплощает «ограниченность „здравого смысла“». В целом к идеологической составляющей повести Соллогуб, по сравнению с предыдущими произведениями, подошёл более серьёзно. Среди причин, толкнувших его на это, исследователи называют рост внимания общества к проблемам национальной самобытности, дальнейшее размежевание западников и славянофилов, споры, вызванные появлением «Мёртвых душ» Гоголя и «России в 1839 г.» А. де Кюстина. В итоге в разговорах героев затрагиваются такие темы, как сословные проблемы купечества и чиновничества, роль дворянства и перипетии частной жизни данного сословия, история России, Россия и Европа, раскол и прочее. Последняя глава «Сон», являющаяся утопией, строится на утверждениях от противного и показывает Россию как бы «наизнанку», свидетельствуя одновременно о скептицизме автора в отношении настоящего и надежде на будущее страны. Малоизвестное продолжение «Иван Васильевич на Кавказе», скорее «корректирующая реплика», отражает уже «превращение» прежнего идеалиста Ивана Васильевича в своего здравомыслящего оппонента.
Критика восприняла «Тарантас» по-разному. Булгарин счёл её безделушкой, резко отрицательным был отзыв Ю. Ф. Самарина. Положительно о книге в письмах Соллогубу отозвались Гоголь и Жуковский, а в рецензиях — крайние охранители (И. Н. Скобелев, П. Шарш). По мнению последних, повесть была удачной и выдержанной в духе «официальной народности». Промежуточное положение заняли Некрасов, в своей рецензии сочетавший похвалы и упрёки, и Белинский. Последний тем не менее в своём обзоре «Русская литература в 1845 г.» поставил, хотя и с оговорками, «Тарантас» на первое место среди вышедших книг. Именно он, по мнению А. С. Немзера, обнаружил наиболее глубокое понимание книги. Отмеченное почти всеми рецензентами написание «Тарантаса» в духе натуральной школы упрекалось как шествие по пути Гоголя и его последователей, в то время как Белинский посчитал это основным достоинством. Причём критик разделял несовпадавшие изобразительный строй произведения и взгляды самого Соллогуба и рассматривал первый без учёта последних.

### Второй период
На втором этапе творчества Соллогуб как прозаик снизил активность. С резким отзывом о «снижении» его таланта выступил ещё в 1851 году безымянный критик в «Современнике»; о том же писал и М. П. Погодин. Теперь он стал «любителем литературы» и литератором по случаю, пишущим водевили и альбомные стихи. Причину кризиса творчества Соллогуба, обнажившегося во второй половине 1840-х годов, некоторые исследователи советского периода во многом видели в самом авторе, перешедшем на правые позиции: гуманизм и вопросы социального неравенства в творчестве писателя либо исчезли, либо уступили место рассмотрению «с дворянско-аристократических позиций». А. Л. Осповат считал причиной кратковременного успеха Соллогуба избрание им для своих произведений материала или форм, отходивших в литературное прошлое. Так, в светских повестях автора исследователь видит «кризис данной внутрижанровой разновидности», а в «Истории двух калош» — использование отмиравшей романтической темы непризнанного художника, в итоге приходя к выводу: «Природа подобного успеха не предполагает его длительности». Е. И. Кийко видит причину быстрого успеха и такого же быстрого забвения Соллогуба в бурном развитии реализма в русской литературе 1840-х годов. Н. И. Якушин считал, что писателя быстро предали забвению и его произведения стали анахронизмом, и объяснял это его ограниченным мировоззрением и постепенным переходом «от критического отношения к русской действительности в сторону „благонамеренного“ либерализма». А. С. Немзер, помимо самоповторений и небрежности Соллогуба как автора, называет причинами утраты контакта с читателем дальнейшее развитие литературы, в то время как писатель остался на месте.

#### Драматургия
Обратившись к театру, Соллогуб очень быстро определился с жанром, избрав дворянский водевиль. Большинство своих многочисленных произведений Соллогуб-водевилист написал в период с 1845 по 1856 год, при том что Бакунин называл его мастером в этом жанре ещё в 1839 году. Однако водевилей того времени, написанных им, скорее всего, для любительских постановок, не сохранилось. Помимо водевилей, Соллогуб-драматург пробовал себя и в других жанрах: исторической драме, комедии-пословице, опере. Сохранилось 17 опубликованных пьес писателя, составляющих лишь малую часть от написанного.
Несмотря на расцвет в 1840-е года мещанского водевиля, Соллогуб пытался в это и последующее десятилетие занять отдельную нишу, избрав в качестве основы свой стиль, а именно стиль дворянского водевиля. Для этого писатель, сознательно избиравший архаизм, прибегал к забытым традициям дворянской комедии и дворянского водевиля 1810—1820-х годов. Как считает М. Белкина, драматургия Соллогуба восходит к А. А. Шаховскому. С современными Соллогубу водевилями его пьесы сближали сильная запутанность интриги и характер куплетов и каламбуров, в то время как с произведениями 1810—1820-х — тематика, образы, идейная направленность, а также некоторые приёмы и язык.
В основу водевилей Соллогуб обычно закладывал любовную интригу, тематическим фоном для которой служила какая-нибудь шутка. При этом непременной чертой произведений этого жанра писателя была их злободневность. Так, в 1844 году на «меломанию» и «цветобесие» сезона 1844 года Соллогуб ответил водевилем «Букеты или петербургское цветобесие», на моду 1846 года пускать в гостиных мыльные пузыри — водевилем «Мыльные шары». Ответом на «всеобщее увлечение гимнастикой вследствие открытия заведения де Рока» стали «Модные петербургские лечения» (1847); увлечение фотографией автор обыграл в 1850 году в водевиле «Дагеротип или знакомые все лица». «Мастерская русского живописца» была посвящена увлечению итальянской живописью и написана в 1854 году.

Замечательный мастер анекдотического сюжета, Соллогуб с большим искусством развивает такие сюжеты на фоне большого города с его подвижной жизнью, подверженной всяким случайностям и дающей … пищу обильную пищу для водевильных ситуаций. … Но обладая художественным тактом и вкусом, автор развивает интригу весело, бойко, занимательно. … У Соллогуба мы можем поучиться уменью создавать образ, хотя и ограниченный узкой средой, но социально типичный блестящему применению всех водевильных приемов, уменью вести интригу и развивать действие.
За основную тему первого водевиля, «Букеты или петербургское цветобесие», Соллогуб взял увлечение петербуржцами итальянской оперой и традицию забрасывания её артистов цветами. Используя это как фон, автор эксплуатировал тему бедного и забитого чиновника. Образ Николая Ивановича Тряпки, который из-за ряда коллизий, связанных с букетами, теряет и работу, и невесту, является бледным и непоследовательным, что исследователи объясняют отсутствием сочувствия к герою и взглядом на него с позиций аристократа. Темой водевиля «Горбун или выбор невесты», написанного вместе с Вердеревским в 1855 году, стали русско-турецкая война и экспансия русского капитала на восток. Проработанность персонажей в пьесе довольно поверхностна, однако автор, используя приём заблуждения, добился успехов «в умелом развитии интриги, в живости и большой быстроте действия».
Наибольший интерес представляют водевиль «Беда от нежного сердца» и «пословица в двух отделениях» «Сотрудники, или Чужим добром не наживёшься». «Беда…», признаваемая исследователями лучшим водевилем, была опубликована и поставлена в Александринском театре в 1850 году и продолжала оставаться на сцене и в 1860—1870-х годах (до 1882 года). В этом водевиле Соллогуб использовал практически все приёмы водевильной техники: путаницу, неожиданные встречи, случайные подслушивания, узнавания, намеренное коверканье французских слов, каламбуры и комические фамилии. При этом писатель проявил «удивительный художественный такт. Он сумел увеличить благодаря этим приёмам живость, и быстроту действия, и комизм всей пьесы». От большинства подобных произведений того же периода этот водевиль отличает соблюдение наряду со внешним и внутреннего комизма, проявление вкупе с комизмом положений комизма характеров. По изображённому быту и проработке характеров пьеса, основная тема которой — любовь, близка к бытовой комедии. Простой и лёгкий язык водевиля согласуется с лёгкими хорошими стихами для куплетов.
В «Сотрудниках», опубликованных в 1851 году, исследователями отмечается «некоторая дидактичность», и жанр «пословицы…» определяется ими как проверб. В произведении автор иронизирует над модой на драматические «пословицы» и коллективно сочинённые водевили. Откликаясь на злободневные темы, Соллогуб применил многое из водевильной практики: от любовной интриги до qui pro quo до записок не в те руки; при этом заметны и отличия от водевилей — отсутствие куплетов и наличие морали. Признаками же жанра драматической пословицы являются фабула-иллюстрация к заглавной пословице и «игра в чувство» как важный элемент интриги. Комизм произведения основан на случайностях и является комизмом положений, внешним, с признаками «типично салонного остроумия»; в языковой картине видны черты эпиграмматического мышления, причём эпиграмма выступает как авторская характеристика героя. В пьесе были выведены как типы славянофил (Олегович) и западник (Ухарев), в которых исследователи видят К. С. Аксакова и И. И. Панаева. Помимо обид прототипов, данный водевиль породил толки среди представителей славянофильского круга. Свои отклики на него оставили А. А. Григорьев и А. В. Дружинин («Письмо иногороднего подписчика»). Для С. Т. Аксакова водевиль предстал пасквилем. Позицию И. Аксакова, навесившего на водевиль ярлык пресмешного и глупого фарса, исследователи в целом оценивают всё же как благожелательно-примирительную.
Почти все водевили Соллогуба признаны оригинальными — в отличие от большинства пьес этого жанра того времени. М. Белкина видит причину этого в том, что Соллогубу-прозаику с его светскими повестями, имевшими любовную интригу, было легко шагнуть к новому жанру с теми же героями и бытом. В водевилях Соллогуба с их легко разрешаемыми конфликтами и мнимыми неприятностями герои в отличие от повестей автора достигают своей цели и делают это быстро:

Происходящее столь «игрушечно», что порою кажется, будто Соллогуб нарочно утрировал мажорность своих водевилей, смеясь и над собой, и над избранным жанром.

В комедии «Чиновник», занимающей промежуточное место между дворянской салонной комедией и новой «проблемной пьесой», Соллогуб вывел нового для себя героя — богатого чиновника-аристократа, не подверженного взяточничеству и противящегося продажности, — и идеализировал его. В комедии автор сочетал салонную комедийность с лиризмом, что свойственно жанру «драматических пословиц», и злободневную тему с богатым набором шаблонных ходов. Важны речевые характеристики героев: по ним можно проследить их культурную и социально-психологическую градацию.

#### «Через край»
Посмертно, в 1885 году, изданный роман «Через край» отразил в себе историю последней любви писателя и некоторые другие автобиографические черты. Написание самого произведения датируют концом 1870-х — началом 1880-х годов. Воссоздание лишь важных и кульминационных моментов жизни главного героя свидетельствует о некоторой фрагментарности «мирообраза» романа, который в то же время обладает внутренним единством. Эта целостность обеспечивает художественную завершённость произведения. Помимо единства соллогубовского замысла и позиции, такому восприятию способствуют использованные связующие средства — сквозные образы и мотивы, инициальные фразы с отсылкой к предыдущим главам. В романе Соллогуб подверг анализу тип «лишнего человека», усложнив его комплексом «кающегося дворянина». Движение автора к жанру реалистического романа было обусловлено изменениями в русской прозе его времени.

#### Прочие произведения
Для Соллогуба как стихотворца характерно культивирование салонного дилентатизма. Примером служит его сборник «Тридцать четыре альбомных стихотворения», вышедший в Тифлисе в 1855 году. В начале сборника писатель как бы извинился перед читателями за свои стихотворные опыты, назвав их «лоскутками»:
Стихи не в моде уж давно,

Стихи плохие — и подавно
Данный сборник содержит множество комплиментарных посланий, из которых А. Немзер выделяет два: «Княгине Ю. С. Г…ной» («Нет, не люблю я вас / Да и любить не стану…») и «Старую песню» («Забыли вы и не сдержали слово…»). Вспоминая Соллогуба в своём письме Г. П. Данилевскому от 16 марта 1851 года, Я. П. Полонский показательно описывал отношение упоминаемого к стихосложению: «Он … уверен, что лирическое стихотворение вздор, потому что его легко писать…». Литературовед А. С. Немзер считает, что Соллогуб, отрицая, имел в виду собственное сочинительство, его внешнюю лёгкость, выражая настоящую любовь к поэзии.
За время своей службы на Кавказе в 1850—1856 годах граф опубликовал в газете «Кавказ», кроме корреспонденций, и поэтические произведения. Слава Соллогуба-писателя меркла, и именно желанием его напомнить о себе литературовед Е. И. Кийко объясняет издание пятитомного собрания его сочинений (1855—1856).
В целом остроты, каламбуры и экспромты Соллогуба имели достаточную известность. Так, по сохранившимся свидетельствам, ещё в 1868 году саркастические куплеты с рефреном «Благодарю, не ожидал», принадлежавшие перу писателя и имевшие хождение по Москве, применялись к необходимому случаю. Писатель часто публиковался в газетах. Темой его остроумных очерков выступала столичная жизнь, а свои отчёты он посвящал музыкальным концертам и спектаклям. Соллогуб писал и на французском языке: кроме стихов и пьес, опубликовал в заграничных газетах много статей. В частности, в своих зарубежных статьях он вёл полемику с французскими музыкантами: предметом споров выступала защищаемая им система музыкального обучения Шеве.

#### Воспоминания
Важным произведением второго этапа творчества стали воспоминания Соллогуба, которые оказались неоконченными. Начало мемуарам положили устные рассказы графа, прекрасного рассказчика и любителя этого дела. Ещё в 1840-х годах он поведал о дуэли Пушкина А. Никитенко. В начале 1850-х годов рассказы Соллогуба о Пушкине услышали П. В. Анненков и симбирский помещик В. П. Юрлов. Через несколько лет писатель поведал П. Д. Боборыкину «целую серию рассказов … о Пушкине, … Одоевском, Тургеневе, Григоровиче, Островском», Гончарове. Затем последовал доклад в Обществе любителей российской словесности, касавшийся знакомства с Пушкиным, Лермонтовым и Гоголем и опубликованный П. И. Бартеневым в «Русском архиве» и отдельным оттиском («Гоголь, Пушкин, Лермонтов», 1866). В 1869 году был опубликован мемуарный очерк Соллогуба «В память о князе В. Ф. Одоевском». Первый вариант мемуаров Соллогуб, предварительно прочитав в «небольшом кружке», напечатал в 1874 году в газете «Русский мир». Неоконченные воспоминания вышли уже после смерти автора в 1886 году в «Историческом вестнике» и в 1887 году отдельным изданием.
Мемуары писателя служат источником ценных сведений о Пушкине, Гоголе, М. Глинке, Лермонтове, Тургеневе, Достоевском, Григоровиче, Некрасове, Панаеве наряду со многими прочими литераторами, музыкантами и политическими деятелями. Материалом для воспоминаний стало личное знакомство автора с описываемыми людьми и его непосредственное участие в литературной жизни. Особенности эпохи обусловили то, что в мемуарах автор много внимания уделял описанию литературных кружков, салонов и просто гостиных, таких как салоны Карамзиных, Ростопчиной, Одоевского, Виельгорских. Именно музыкальная составляющая последнего позволила рассказать о представителях русского музыкального искусства. Не остались в стороне и великосветские салоны Петербурга, принадлежавшие Воронцовым-Дашковым, Хитрово, Юсуповым, Демидовым, Барятинским. Интерес представляют также мемуарные очерки общественной, литературной, художественной и театральной жизни Парижа периода 1860-х годов. Взяв за основу рассказы старших современников, Соллогуб создал портреты Потёмкина, генерала Ланжерона, графа Ю. А. Головкина, Архаровых, Нарышкиных, княгини Н. П. Голицыной и прочих.
По мнению Е. И. Кийко, основным достоинством этих воспоминаний является «верность исторического колорита»; И. С. Чистова же делает акцент на плотной насыщенности фактическим материалом, обилии сведений в противовес наименее интересной, по её мнению, субъективной составляющей мемуаров. Автор «выразительно и достоверно» описывал литературно-бытовую обстановку 1820—1840-х годов, иногда с элементами идеализации. Противопоставление прошлого современности у Соллогуба полемично, при этом им признавались и успехи современной ему литературы, и положительные последствия социально-политических реформ. В то же время воспоминаниям о середине 1850-х — конца 1870-х годов, написанным «с раздражением откровенного неудачника», характерны «политический консерватизм, негативное отношение к переменам в русском обществе, …необъективность самооценки».
Ценность мемуаров, первоначально встреченных иронически, была признана исследователями уже в конце XIX века. Достоверность воспоминаний как полноценного исторического источника была подтверждена сопоставлением с прочими источниками, в первую очередь эпистолярным наследием. Так, фактической — наряду с интерпретационной — достоверностью обладает ряд воспоминаний о Пушкине. В то же время воспоминания, касающиеся Лермонтова, были признаны фрагментарными, и ряд из них был подвергнут сомнению либо вовсе отвергнут.

### Стиль
В повести «Большой свет» использован популярный в 1830-е годы приём — «условный документализм» в виде письма в теле произведения. В центр произведения, по мнению В. Э. Вацуро, перенесён символический мотив маскарада, взятый из романтической традиции. Герои представляют собой «маскарад чувств — условных, холодных, поддельных, за которыми прячется оскорблённое подлинное чувство или расчетливый порок». Мотив маскарада использован и во «Льве», но «в снижено-пародийном плане». В целом приём противопоставления, которому автор в своих светских повестях отводил принципиальное место, идёт от романтической традиции этого жанра. Мотив «несостоявшегося счастья» Соллогуб многократно использовал сначала для выработки характера, а затем уже для формирования сюжета («Метель»).
Как бедный на сюжеты прозаик, Соллогуб часто прибегал к «возвращениям»: использованию ранних схем с более полным их раскрытием. Пытаясь устранить недостаток в своих произведениях психологического содержания, Соллогуб использовал прямой авторский комментарий или вовсе применял традиционную для светской повести эмоциональность.
Светские повести Соллогуба написаны языком, во многом близком салонному «causerie», или непринуждённому разговору в свете. В то же время для воспоминаний писатель избрал неторопливый и ясный стиль рассказа, при котором литературные портреты сменялись анекдотами, авторские отступления чередовались с живыми сценками, а лирические пейзажи перемежались описанием реальности.
Среди приёмов, использовавшихся Соллогубом, исследователи также отмечали рассказ от лица условного автора и от лица героя произведения («Собачка» и «Воспитанница»), циклизацию рассказов для обеспечения сюжетного «сцепления» («Тарантас»), специфичные речевые обороты с целью сплести разнородное (физиологизм в «Тарантасе»), переход героев из произведения в произведение (Щетинин «Большого света» в «Медведе» и т. д.), финалы скороговоркой ввиду иронии автора над понятием «развязка» и как следствие — «принципиальную смазанность» концовки, заблуждение и приём с письмом из «Ревизора» («Горбун или выбор невесты»), постоянные тавтологии в речах героев из низшего общества («Метель»). Особый тон прозе Соллогуба придают непринуждённые разговоры о знакомых и автору, и читателю предметах, игра аллюзиями и авторские намёки на общих знакомых, что помогало найти общий язык с читателями. Эту же цель преследовали характерные для большинства произведений писателя посвящения, которые писались, судя по черновикам, ещё до построения основной композиции. Интерес не к сюжету, а к процессу повествования обусловил использование смены ракурсов, внимание к оттенкам и психологическим тонкостям.

### Песни
Лишь несколько стихотворений из собрания сочинений Соллогуба относились по жанру к песне или романсу. В их число включают стихи «Казацкая песня», «Три серенады» и «Старая песня» («Забыли вы и не сдержали слово…»), первоначально опубликованные в сборнике «Тридцать четыре альбомных стихотворения». Соллогуб являлся автором популярной среди студентов песни «Отчего же сон не может…».
На музыку были положены следующие произведения Соллогуба:
- «Старая песня» («Забыли вы и не сдержали слово…») — А. А. Алябьевым (1860), С. А. Зыбиной, К. И. Кеппеном (1872);
- «Где ты, радость…» — Е. Тарновской (1864);
- «„Как хорошо“, — сказал старик» — П. А. Козловым (1870);
- «Россия перед врагами» («Что отуманилась чёрными тучами…») — Г. Шенингом, исполнение состоялось в Тифлисе 2 апреля 1854 года;
- «Серенада» («Под твоим окном я тебе пою…») — А. Рубинштейном (1849), В. Кашкиным (1887), Г. О. Коргановым (1889), С. А. Зыбиной (как «Утренняя серенада», 1880);
- «Скажи, о чём в тени ветвей…» (Романс Марии Петровны из водевиля «Беда от нежного сердца») — Н. П. Де-Витте (1839), А. А. Дерфельдтом (1861), С. А. Зыбиной (1861), О. К. Клемом (1876), Ф. М. Толстым (1851), П. И. Чайковским (1885);
- либретто «Ундина» — А. Ф. Львовым (опера, премьера 8 сентября 1848 года в Мариинском театре);
- «Песня Ундины» («Водопад — мой дядя») — М. А. Остроглазовым (1904);
- «Цыганка» («Опять хмельных знакомых теша..») — П. П. Булаховым (1854), М. В. Бегичевой (1873);
- «Я знаю, я вижу — ты любишь меня» — П. А. Козловым (1878), Б. А. Фитингоф-Шеллем (1858), В. Щербачевым (1869);
- «Я не сказал тебе, что я тебя люблю…» — А. С. Аренским (1885), К. К. Бахом (1891), В. А. Зирингом (1913), Е. А. Любавской, В. С. Муромцевским, А. Ригельманом;
- «Песня старика» («Ты помнишь, брат…») — А. А. Алябьевым;
- «Бабушка-зима» — Н. Брянским;
- «Аллаверды» — Г. Гонсиорским[218][217].

### Псевдонимы
Соллогуб использовал следующие псевдонимы: Брадатый; Г. В. С.; Гр. В—ъ С—ъ; Гр. В. А. С—б; Гр. Вл. С—б; Граф В. С—б; Сологуб, Гр.; *** и гр. С. (криптоним, неучтённый И. Ф. Масановым).

### Судьба рукописного наследия
Подавляющая часть рукописного наследия Соллогуба не сохранилась. В начале 1960-х в Государственной библиотеке СССР им. Ленина хранились черновые наброски лишь некоторых произведений автора, например, «Аптекарши» и небольшого отрывка из «Тарантаса». Кроме того, по данным 1994 года, там же, в фонде Веневитиновых (РГБ. Венев. 65.12. лл. 57—55 об.), находилась на хранении черновая тетрадь Соллогуба с ранними редакциями статей, очерков и повестей («Взяточник», «Именины» и прочие) и записями услышанных от разных лиц рассказов (в том числе анекдот Пушкина о Павле I). Заполненная в обратном порядке тетрадь датирована серединой 1840-х годов. Также в Российской государственной библиотеке, ф. 622, к. 1, № 31, сохранилась рукопись одного из первых его стихотворных опытов, поэмы «Стан».
В середине XX века в Государственной публичной библиотеке им. М. Е. Салтыкова-Щедрина в архиве В. Ф. Одоевского был обнаружен белый лист бумаги из тетради, на котором рукою Соллогуба написано сочинённое совместно с Лермонтовым стихотворение и записка. Там же хранятся письма самому Одоевскому. Также часть наследия хранится в Российском государственном архиве литературы и искусства, Институте русской литературы и Российском государственном историческом архиве. В личных фондах Рукописного отдела Пушкинского дома имеется ряд материалов, связанных с Соллогубом (письма и альбомы с его стихами).

## Переводы
Некоторые произведения В. А. Соллогуба были переведены на европейские языки. Так, повесть «Большой свет» вышла в 1851 году в Лейпциге под названием «Vornehme Welt» и в 1854 году в Париже под заглавием «Le grand monde russe». «Аптекарша» была переведена на французский писателем К. Мармье и опубликована в книге «Au bord de la Newa» (Париж, 1856). В свою очередь, «Медведь» был переведён на немецкий язык и опубликован под названием «Der Bär» в книге «Erzählungen aus Russland von Wolfssohn» (Дессау, 1851). На немецкий также был переведён водевиль «Беда от нежного сердца»: под заглавием «Das empfindsame Herz oder keine Wahlohne Qual., von P. Ragotzky» его издали в Дерпте в 1855 году путём литографии. На три языка — немецкий (1847), английский (1850) и чешский (1853) — был переведён «Тарантас».

## Оценка
Уже в 1843 году в своей статье в «Отечественных записках» Белинский отмечал, что Соллогуб является «первым писателем в современной русской литературе». Относя писателя к традиции Пушкина и Гоголя, критик писал, что для его повестей «простота и верное чувство действительности составляют неотъемлемую принадлежность». В середине 1840-х Белинский так отозвался о Соллогубе:

Граф Соллогуб занимает одно из первых мест между писателями новой школы. Это талант решительный и определённый, талант сильный и блестящий. Поэтическое одушевление и теплота чувства соединяются в нём с умом наблюдательным и верным тактом действительности. 
В недатированном письме, относящемся, возможно, к осени 1845 года, Жуковский писал об истинной любви Соллогуба к России и благословил того на «русский роман», но без героев онегинско-печоринского типа. В письме Жуковскому от 17 ноября 1845 года Вяземский, отмечая «остроумие и дарование» Соллогуба, в то же время заметил, что он сильно подражает Гоголю, не имея ничего «самородного» и «задушевного», и не возлагал дальнейших надежд на писателя.
В декабре 1846 года Гоголь писал Плетнёву о Соллогубе, что это «бесспорно есть нынешний наш лучший повествователь»:

Никто не щеголяет таким правильным, ловким и светским языком. Слог его точен и приличен во всех выраженьях и оборотах. Остроты, наблюдательности, познаний всего того, чем занято наше высшее модное общество, у него много. Один только недостаток: не набралась ещё собственная душа автора содержанья более строгого, и не доведен он ещё внутренними событиями к тому, чтобы строже и отчетливей взглянуть вообще на жизнь.

В 1851 году М. П. Погодин, отмечая литературные неудачи Соллогуба, охарактеризовал в то же время его талант как «живой, игривый, разнообразный, острый, приятный…». В 1854 году «L’Illustration, Journal universel» в одной из статей развёл по разные стороны Соллогуба-патриота и Соллогуба-прозаика с «антирусскими» произведениями. Ответом стало «Письмо редактору „Journal de St-Petersbourg“» (1854), где Соллогуб выступил с опровержением положений французского журналиста о своих повестях и дворянстве и обоснованием своего патриотизма. Дружинин, Некрасов и Тургенев откликнулись на это в коллективном неподцензурном «Послании к ‹М. Н.› Лонгинову»: «Европе возвестил известный Соллогуб, / Что стал он больше подл, хотя не меньше глуп». Панаев, считая Соллогуба неспособным «ни к какой самостоятельной мысли, ни к какой серьёзной деятельности, ни к какому выдержанному труду», писал о нём:

…с барскою небрежностию обращался со своим талантом, не заботился о его развитии и, несмотря на свои первые блестящие успехи в литературе, остался навсегда литературным дилетантом, хотя такая роль мала удовлетворяла его самолюбие….

По мнению литературоведа Е. И. Кийко, вхождение лучших повестей Соллогуба в прогрессивное направление русской литературы 1840-х годов обеспечили «правдивость изображения жизни, злободневность ряда затронутых проблем» и гуманизм. А. Л. Осповат считает, что Соллогуб-прозаик в лучший его период творчества являлся органичной частью истории формирования русского реализма. По мнению И. С. Чистовой и В. Э. Вацуро, хоть автор и не стал эпохальным для истории литературы, его проза заняла прочное место в ней, и «… говоря о предыстории русского классического реалистического романа, мы не можем обойтись без имени Соллогуба». Продолжая, В. Э. Вацуро пишет, что наследие наиболее плодотворного периода Соллогуба сохранило своё значение: «Многое в них [лучших повестях Соллогуба] стало достоянием истории, но многое и осталось — и пафос социальной критики, и гуманизм, и своеобразная, но несомненная демократическая направленность, и, наконец, незаурядное художественное мастерство, которое в своё время выдвинуло Соллогуба в первые ряды русских писателей». Расценивая Соллогуба как писателя «интересного и самобытного», оставившего заметный след, Н. И. Якушин выделял в его произведениях «умение по-своему взглянуть на многие явления русской действительности», увидев незамеченное другими авторами, и «ярко, свежо и оригинально» воплотить это в слове. М. Белкина считает, что Соллогуб был и «талантливым драматургом, пьесы которого не сходили со сцены русских театров в течение многих лет». Литературовед А. С. Немзер пишет, что «проза Владимира Соллогуба человечески и художественно значительна и непохожа на прозу его великих предшественников и современников». Он также считал:

Тонкое понимание законов «света», детальное знание его быта и нравов сделало светские повести Соллогуба одним из наиболее значительных достижений жанра.

## Личность писателя
Боборыкин познакомился с Соллогубом во время учёбы в Дерпте во второй половине 1850-х годов и стал частым гостём у него:
Наружностью он походил еще на тогдашние портреты автора «Тарантаса», без седины, с бакенбардами, с чувственным ртом, очень рослый, если не тучный, то полный; держался он сутуловато и как бы умышленно небрежно, говорил, мешая французский жаргон с русским, — скорее деланным тоном, часто острил и пускал в ход комические интонации. … Таким он оставался и позднее…
В высказываниях современников конца 1830—1840-х годов Соллогуб предстаёт отнюдь не привлекательным. В нём отмечались такие черты, как легкомыслие, слишком большое внимание к этикету и нормам света (при частом их нарушении), постоянная ирония на грани с цинизмом и презрение к «званию литератора». В то же время А. С. Немзер считает, что дендизм и литературный дилетантизм автора выступали определённой маской. В. А. Инсарский в своих «Записках» негативно отзывался о Соллогубе, упоминая его «падение» в домашнем быту, далеко не нравственную жизнь, отсутствие деловых качеств и «твёрдых правил», игру в карты вкупе с долгами; при этом всё это, по его мнению, соседствовало с «замечательным литературным талантом, богатым воображением, самым изящным вкусом во всем, где требовался вкус…». Намёки на временами непристойное поведение писателя оставил в своём «Дневнике» А. В. Дружинин, прямо относя его к своим «разнообразно-блистательным» знакомым «с каким-нибудь грешком» и считая, что «… о Соллогубе нельзя говорить очень приветливо; несмотря на многие качества, этот
господин заслуживает критики сильной…». Гоголь, написав о прочтении «Тарантаса» Соллогуба, дополнял, что книга «гораздо лучше его самого». В то же время Лев Толстой отзывался о нём как необыкновенном, даровитом и блестящем человеке.
| «                | Я был светским человеком между литераторами и литератором между светскими людьми, и от этого я навлекал на себя не раз негодования обоих лагерей. | » |
| — В. А. Соллогуб | |   |

И. И. Панаев, вспоминая о Соллогубе и его литературной судьбе, писал: «У него недоставало воли остановиться на чём-нибудь, избрать себе какое-нибудь определённое поприще, какую-нибудь специальность… Ему хотелось в одно и то же время достичь какой-нибудь важной административной должности, иметь значение при дворе, играть роль в большом свете и приобрести литературный авторитет, не употребляя для этого, впрочем, никаких усилий. Беспечно гоняясь за всем, он ни на одном из этих поприщей не приобрел никакого значения и остался немножко литератором, немножко придворным, немножко светским человеком и немножко чиновником».
А. Я. Панаева оставила ряд воспоминаний о манерах и характере Соллогуба. Так, в начале 1840-х он поддался всеобщей моде на ношение «стёклышка в глазу» и делал это, «закинув голову назад и смотря на всех величаво, презрительно». Соллогуба, отличавшегося небрежностью, «растягиванием слов и рассеянным видом», Панаева в то же время считала отнюдь не глупым человеком:

Если бы Соллогуб не ломался, то был бы приятным собеседником. Но часто он был невыносим, вечно корча из себя то дерптского студента, то аристократа. В светском обществе он кичился званием литератора, а в литературном — своим графством. … Он, в сущности, был добрый человек; если его просили похлопотать о ком-нибудь, то он охотно брался за хлопоты и радовался в случае успеха. В характере Соллогуба была хорошая черта, — он никогда не передавал никаких сплетен, тогда как многие литераторы лишены были этого хорошего качества. Соллогуб после женитьбы ударился в другую крайность: он сделался студентом-буршем, не стыдился уже говорить о своих плохих средствах к жизни.

Хотя большинство современников Соллогуба имело о нём не лучшее мнение, у писателя отмечалось такое качество, как отсутствие недоброжелательности и ревности не только к литераторам, но и вообще к людям творческим. Так, это признавали люди и не из числа любителей автора. Панаев писал:

Появление всякого нового замечательного таланта в русской литературе было праздником для Соллогуба. В Соллогубе не было ни малейшей тени той литературной зависти или того неприятного ощущения при чужом успехе, которые, к сожалению, нередко встречаются в очень талантливых артистах и литераторах.

### Салон Соллогуба
|                                                                |
| Ф. И. Тютчев, один из самых частых гостей на вечерах Соллогуба |

Вечера эти всегда были очень оживленные, и Соллогуб умел придавать им весьма разнообразный и интересный характером… Кроме чтения, пения и музыки, … он придумывал разные сюрпризы, еще более оживлявшие вечера и придававшие им особенную прелесть… Пели и играли … оперные певцы, драматические актеры читали отрывки из своих ролей. Рассказывались анекдоты в лицах, и чем далее, тем более оживлялся вечер заканчивался великолепным ужином
Свой салон Соллогуб, вероятно, создал в середине или конце 1830-х годов. В доме своего тестя графа Виельгорского на Михайловской площади он начал собирать кружок избранных слушателей для знакомства с тем либо иным новым произведением русской литературы. В период с осени 1844 по 1850 год этот салон стал одним из центров петербургской литературной и музыкальной жизни. Свою деятельность салон прекратил в связи с отъездом Соллогуба на Кавказ. Исследователь Немзер объединяет его по типу с салоном Одоевского и определяет как связующее звено «между „большим светом“ и демократизирующейся литературой». В число гостей комнаты за кабинетом Соллогуба, которую он сам же назвал «зверинцем» с разнообразным и развлекательным характером встреч по средам, входили Одоевский, Вяземский, графиня Ростопчина, Гоголь, Ф. И. Тютчев, А. Я. Булгаков, Д. Н. Блудов, И. И. Панаев, Н. А. Некрасов, молодой Тургенев, В. Г. Бенедиктов, В. И. Даль, Д. Григорович, Е. П. Гребёнка, А. Ф. Писемский, И. П. Сахаров, М. Глинка, Ф. Лист, Б. Маркевич, А. Е. Варламов, граф Фредро и однажды Ф. М. Достоевский. Однако литературные отношения ни с кем из «посетителей» не стали достаточно прочными.
Также по «слабости» Соллогуба, желавшего видеть у себя, помимо писателей, музыкантов и художников, ещё и издателей и «вообще людей, близко связанных и с иностранным искусством», у него собирались и представители двора и высшего света, что было объектом для насмешек. Гости, обычно числом от 20 до 25 человек, разъезжались уже после ужина, подаваемого в полночь в столовой графа и состоявшего из одного кушанья, «гомерических размеров ростбива[sic] или 2—3 зажаренных индеек», с простым красным столовым вином. На вечерах Соллогуба практически не бывало женщин, за исключением родственников жены и своих собственных. А. Н. Струговщиков, говоря о «средах» Н. В. Кукольника, упоминал «возлияния Бахусу, от которых были не прочь и друзья Виельгорского, Одоевского и Соллогуба». В то же время исследователи считают салон Соллогуба одновременно высокопоставленным и демократическим, а его целью видят содействие «сближению различных писательских групп, с одной стороны, сближению писателей с неписателями, с другой» с оттенком меценатства.
Салоны, которые для посещения избрал сам писатель, помимо домов Карамзиных и Одоевского, включали в себя «субботы» того же Панаева и Е. П. Ростопчиной, воскресные обеды М. С. Щепкина, «среды» Н. В. Кукольника.

## В. А. Соллогуб и А. С. Пушкин
Первая встреча Соллогуба с Пушкиным состоялась в театре, когда последний «дружелюбно кивнул отцу». Начало общения сам Соллогуб датирует летом 1831 года, когда проживал с матерью, братом Львом и бабушкой в Царском Селе. Чисто светским знакомство Соллогуба с Пушкиным перестало быть ещё в первой половине 1830-х годов. Так, однажды Пушкин посчитал, что писатель бестактно вёл разговор с его женой (из-за неверно переданных ему слов Соллогуба к Наталии Николаевне на балу в конце 1835 года), и между ними вспыхнула ссора, которая датируется январём 1836 года. Дело даже шло к дуэли (Пушкин уже послал вызов «обидчику» и в начале февраля 1836 года шла подготовка к поединку). Однако служебные поездки Соллогуба в Тверь и Витебск сыграли свою роль, и дуэль была отложена, а переговоры стали вести по почте. 1 мая Пушкин для встречи с Соллогубом приехал в Тверь, но не застал его и вёл переговоры с его секундантом Козловским. Уже 5 мая в Москве между писателями произошло примирение, посредником при этом выступил секундант Пушкина П. В. Нащокин. К осени 1836 года отношения переросли в близкие и доверительные. Соллогуб по этому поводу так писал в своих воспоминаниях: «Он поощрял мои первые литературные опыты, давал мне советы, читал свои стихи и был чрезвычайно ко мне благосклонен…».
Осенью 1836 года Соллогуб возвратился из служебной поездки в Тверь. 4 ноября 1836 года Александра Васильчикова, тётка Соллогуба, и ряд других знакомых Пушкина получили по почте «Диплом ордена рогоносцев». Нераспечатанный конверт с данной бумагой был передан Соллогубом поэту, и через несколько дней писатель вызвался в секунданты. В то же время он приложил много усилий, чтобы не допустить поединка. Именно Соллогуба как секунданта Пушкин просил обговорить условия дуэли с секундантом Дантеса Д’Аршиаком. Однако 17 ноября писатель смог в итоге повлиять на отмену поединка. Также Соллогуб принял участие в попытках отменить и последнюю дуэль Пушкина, но безрезультатно.
У книжной лавки А. Ф. Смирдина Соллогуб сочинил экспромт «Коль ты к Смирдину войдёшь…», который вышедший из магазина Пушкин закончил строкой «Иль в Булгарина наступишь». Помимо собственноручно написанных воспоминаний о поэте, Соллогуб оставил ряд устных воспоминаний, записанных П. В. Анненковым. По мнению исследователя В. Э. Вацуро, именно мемуары Соллогуба представляют наибольшую ценность из воспоминаний о последнем годе жизни поэта, и отличительная их черта состоит в «проницательности общего взгляда и точности расставленных акцентов». Соллогуб-мемуарист, в отличие почти от всех остальных, сделал упор на предыстории последней дуэли Пушкина. Также сохранилось два письма поэта к Соллогубу и четыре письма писателя к Пушкину.

## Соллогуб и М. Ю. Лермонтов
К началу 1839 года относится сближение Соллогуба с поэтом: оба были авторами «Отечественных записок» и посещали "встречи" (собрания)  у Е. М. Хитрово, Карамзиных, В. Ф. Одоевского и М. Ю. Виельгорского. В течение года они стали приятелями. К этому году исследовательница Р. Заборова относит совместное сочинение авторами стихотворения «О, как прохладно и весело нам…». Кроме того, вероятно, в период с февраля по апрель 1839 года Лермонтов оказывал помощь коллеге в исправлении его стихотворения, посвящённого Е. М. Хитрово, и перевёл его на французский язык. Именно Соллогуб представил творчество Лермонтова императрице Александре Фёдоровне.
В «Большом свете» под именем Леонина писатель изобразил «светское … значение» Лермонтова (по иному мнению, изобразил «в творческий плане»). По мнению В. Э. Вацуро и А. С. Немзера, Леонин, характеризуемый как ординарный, безвольный, нуждающийся, вобрал в себя от Лермонтова стремление попасть в «большой свет», стремление 1834 года, но никак не 1838 года, когда поэт уже не имел нужды покорять круги высшего общества.
Повесть долго определяли как антилермонтовский пасквиль (причём эта репутация сложилась не сразу, а с течением времени). Однако ряд исследователей считает, что оснований для такого вывода нет, приводя в качестве аргумента отсутствие разрыва или охлаждения отношений между поэтом и Соллогубом; последнему Лермонтов перед своей ссылкой на Кавказ в 1841 году предлагал в будущем издавать вместе журнал. Их отношения даже более укрепились; по воспоминаниям А. Н. Струговщикова, Лермонтов продолжал бывать в доме писателя. Литературоведы И. И. Кийко и В. Э. Вацуро добавляют, что критики и сам поэт восприняли произведение совершенно нормально: так, Белинский счёл повесть «прекрасной» и писал о том, что Лермонтов был того же мнения. В марте 1840 года состоялось посещение Соллогубом арестованного за дуэль с Э. Барантом Лермонтова, находившегося на Арсенальной гауптвахте. Лермонтов прочёл писателю своё стихотворение «Соседка». Тем не менее оценку повести как пасквиля поддерживали Э. Г. Герштейн и С. А. Розанова, выделявшая, помимо намёка на внешность Лермонтова, попытки Соллогуба пародийно передать присутствующие в тексте образы и идеи лирики поэта. Одно время считалось, что Лермонтов ответил на «пасквиль» стихотворением «Как часто, пестрою толпою окружён…», но исследователи, в том числе П. С. Рейфман, полагают, что для такого вывода нет оснований.
В то же время среди стимулов для написания «Большого света» исследователи не исключают личный фактор — некоторую подозрительность со стороны Соллогуба, ревновавшего Лермонтова к будущей жене писателя С. М. Виельгорской, которой поэт, возможно, даже посвятил ряд стихотворений (Виельгорская считала себя адресатом стихотворения «Нет, не тебя так пылко я люблю…»).
Соллогуб занимался собиранием стихов поэта, продолжив и после его смерти (автограф «Ребёнку», списки «Молитвы» и «А. О. Смирновой», немецкий перевод «Даров Терека» и прочие), и опубликовал в своём альманахе «Вчера и сегодня» его 11 произведений. Иногда в полемике он был не прочь прибегнуть к имени Лермонтова. Помимо собственноручно написанных воспоминаний о поэте, Соллогуб оставил ряд устных воспоминаний, записанных П. А. Висковатым. Мотивы «Демона» Лермонтова были использованы Соллогубом при написании в 1860-х годах либретто для оперы Б. А. Фитингофа-Шеля «Тамара», поставленной в Мариинском театре в 1886 году.

## Семья

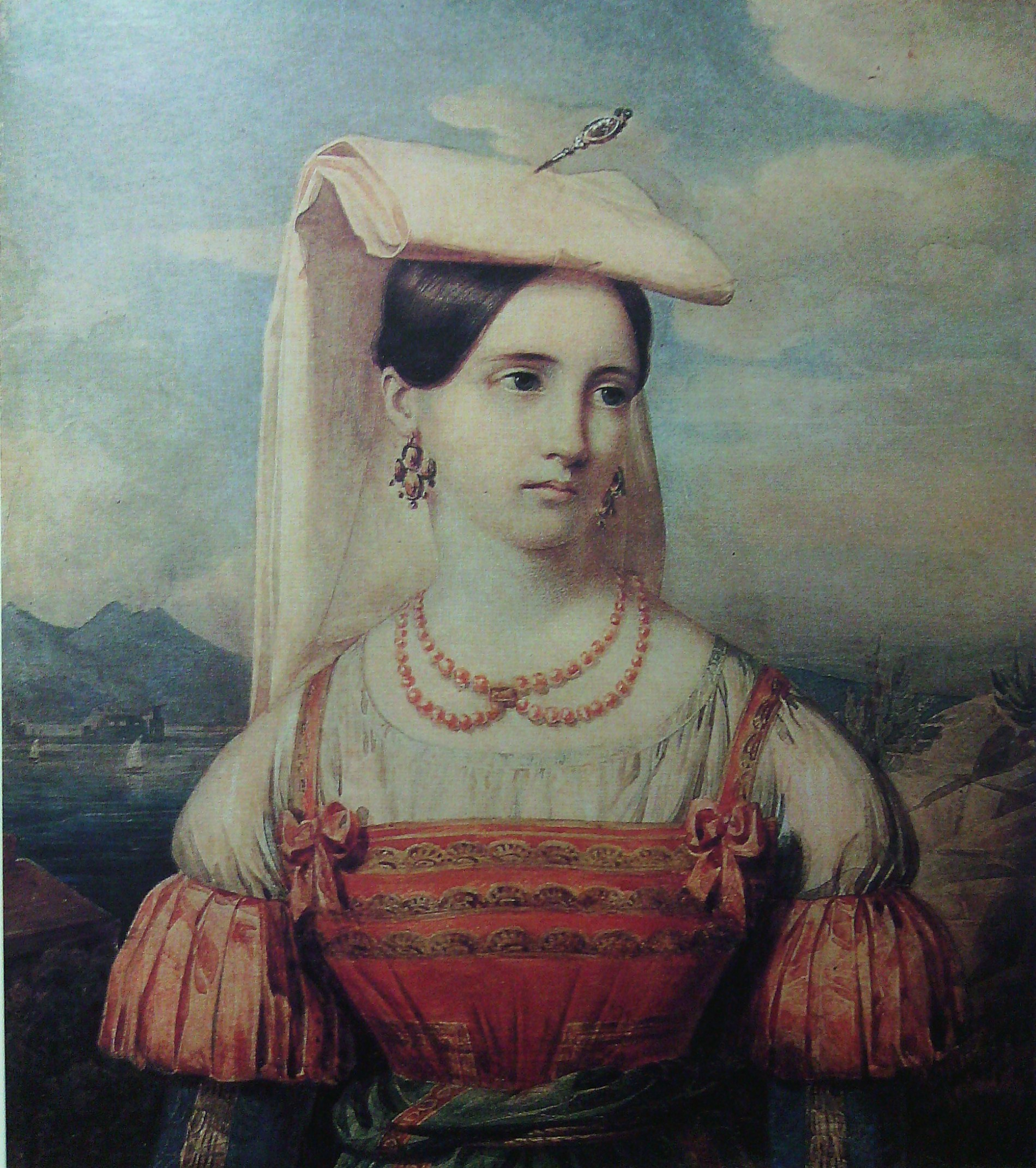
Софья Михайловна Соллогуб на портрете Пимена Орлова

Софья Михайловна Виельгорская (1820—1878) приходилась дочерью графу М. Ю. Виельгорскому, известному вельможе, меценату, меломану и держателю популярного музыкально-артистического салона, и Луизе Карловне Виельгорской (урожденной герцогине Бирон), бывшей фрейлине императрицы Марии Фёдоровны. В своё время салоны Соллогуба и Виельгорского находились в доме последнего, в связи с чем было неизбежным их пересечение.
Помолвка с Виельгорской состоялась 19 апреля 1840 года, а бракосочетание было проведено 13 ноября того же года в малой церкви Зимнего дворца. Венчание проводил протоиерей В. Б. Баженов (Бажанов), который был одновременно и духовником императорской фамилии. В роли посажёного отца выступал император Николай I. Вечером к Виельгорским съехался весь двор. Сама Виельгорская, не лишённая музыкального таланта и способности к рисованию, наряду со своими сёстрами Аполлинарией и Анной на тот момент была одним из членов ближайшего окружения дочерей императора, а 1 января 1839 года стала фрейлиной императрицы. После свадьбы молодожёны стали жить в доме Виельгорских на Михайловской площади.
Литературоведом Э. Г. Герштейн была выдвинута гипотеза, согласно которой брак Соллогуба и Виельгорской представлял не что иное, как награду писателю за «антилермонтовский» памфлет. По мнению же А. С. Немзера, гипотеза выглядит необоснованной. В целом брак не принёс супругам счастья. Тот же исследователь Немзер в качестве основного фактора, повлиявшего на это, называет неуравновешенный характер писателя, который был не прочь нарушить «китайский этикет в залах гордой его родни» и тем более досадить своей тёще. Так, А. О. Смирнова-Россет вспоминала о неподобающем поведении Соллогуба и, кроме того, о ссорах самой С. М. Соллогуб, молча терпевшей выходки мужа, со свекровью. Вторым фактором выступили религиозная отрешённость Виельгорской, «не любившей света», и то громадное почтение, которое она оказывала своей властной и вместе с тем чадолюбивой матери. При этом в замужестве своё основное внимание она уделяла детям, которых у супругов было восемь: София (5 декабря 1841 — 19 мая 1850), Елизавета (1847—1932; замужем за А. А. Сабуровым), Аполлинария (11 августа 1849 — 12 апреля 1850), Мария (1851—1917; замужем за князем А. Е. Гагариным), Матвей (16 декабря 1852 — 10 ноября 1894), Михаил (1854—1888), Анна (1856 — 8 ноября 1857; умерла в Париже от воспаления головы) и Наталья (1861—1935; в замужестве Чичуа). Непростые отношения супругов не раз становились предметом обсуждения для их друзей.

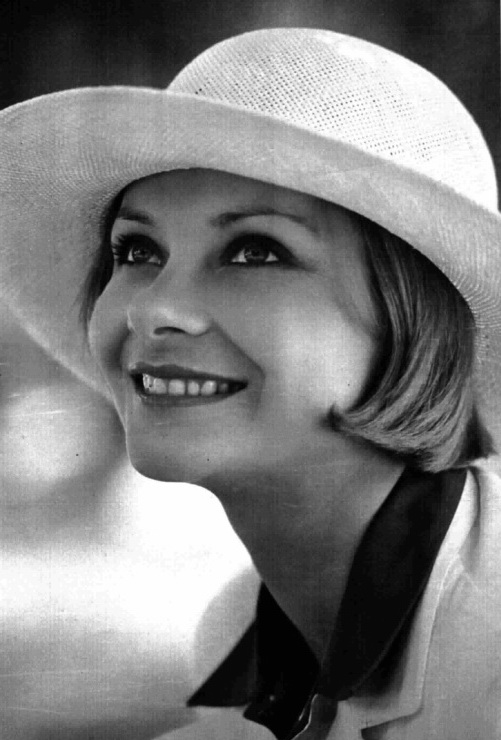
Французская актриса Маша Мериль — правнучка В. А. Соллогуба. В 2014 г. вышла замуж за композитора Мишеля Леграна.

9 июля 1878 года в Придворном соборе Зимнего дворца Соллогуб обвенчался с 27-летней Варварой Константиновной Аркудинской (1851—1893), воспитанницей майора Константина Семеновича Аргутинского. Их связь началась ещё при жизни С. М. Соллогуб и длилась ко времени женитьбы несколько лет. Будучи женщиной низкого социального положения, Аркудинская к тому времени имела и репутацию авантюристки. Результатом брака стали многочисленные сплетни и насмешки, что обусловило дальнейшее усиление одиночества Соллогуба. Посмертно, в 1885 году, изданный роман «Через край» отразил в себе историю его последней любви и некоторые другие автобиографические подробности.

## Влияние
Значительное влияние на Соллогуба, прекрасно знакомого с современной ему французской литературой, оказали традиции французского романа-фельетона и нравоописательного очерка, так называемой «физиологии». В прозе писателя прослеживается знакомство с такими французскими «физиологами» начала 1830-х, как Ж. Жанен, М. Сулье, Поль де Кок, А. Карр, Нодье. В произведениях Соллогуба исследователи также отмечают влияние Пушкина и Гоголя. Так, в период натуральной школы писатель ориентировался на «Станционного смотрителя», «Невский проспект» (вкупе с «Носом» и «Портретом») и лермонтовских «Кавказца» и «Княгиню Лиговскую». На влияние Гоголя указывают приёмы последнего: гротескно-комическое письмо («Лев»), риторический вопрос и лирические отступления, введение рассказчика-балагура («Серёжа»), «низкий быт» и построение диалогов с комедийной направленностью.
Послание Аксакова «Графу В. А. Соллогубу», написанное с симпатией к писателю, содержит отсылки к «Зимней дороге», собственной драматической поэме поэта. Перекликаясь с «Тарантасом» и являясь, по сути, художественным противопоставлением трактовкам автора, поэма вобрала его типы и сюжетные мотивы. Сюжет из главы «Перстень» «Тарантаса» применён и в «Огороднике» Некрасова. Это наряду с совпадением ряда других деталей, по мнению В. Э. Вацуро, проведшего сравнительный анализ произведений, может свидетельствовать об использовании повести Соллогуба как одного из источников. Соллогуба наряду с другими писателями активно цитируют в повестях 1830-х годов.

## Награды
В течение своей жизни В. А. Соллогуб получил ряд наград:
- орден Святой Анны 2-й степени с Императорской короной (1854);
- табакерка с бриллиантами и вензелем Его Императорского Величества (1858);
- орден Святого Владимира 3-й степени (1861);
- орден Святого Станислава 1-й степени (1863);
- орден Святой Анны 1-й степени (1866);
- Монаршее благоволение (1870);
- орден Святого Владимира 2-й степени (1873);
- орден Полярной звезды (1874, Швеция);
- орден Белого орла (1878);
- бронзовая медаль «В память войны 1853—1856 годов»;
- орден Льва и Солнца 2-й степени со звездой (Персия)[286].

## Комментарии
1. ↑  В то же время в некрологах 1882 года местом смерти указан курорт Гомбург. См.: Гр. В. А. Соллогуб // Нива. — СПб., 1882. — № 27. — С. 625.; Граф В. А. Соллогуб // Исторический вестник. — СПб., 1882. — Т. IX. — С. 223.
2. ↑  По другим данным, этого добивались родители Соллогуба. См.: Кийко, Е. И. В. А. Соллогуб // Повести и рассказы / В. А. Соллогуб. — М.—Л., 1962. — С. 4.; Осповат, А. Л. В. А. Соллогуб // Три повести / В. А. Соллогуб. — М., 1978. — С. 270.
3. ↑  Именно кружок Карамзиных, в то время самый центр культурной жизни Петербурга, научил Соллогуба «любить» литературу и во многом связан со вторым этапом его интеллектуального развития. См.: Вацуро, В. Э. Беллетристика Владимира Соллогуба // В. Э. Вацуро: материалы к биографии. — М. : Новое литературное обозрение, 2005. — С. 252.; Аронсон М., Рейсер С. Литературные кружки и салоны. — СПб.: Академический проект, 2001. — С. 157. — 400 с.
4. ↑  Сохранилось его послание «К графу В. А. Соллогубу (В Дерпт)» 1834 года, где Вяземский намекает на увлечения будущего писателя. См.: Немзер А. С. Соллогуб Владимир Александрович // Русские писатели. 1800—1917. Биографический словарь. П—С / Главный ред. П. А. Николаев. — М.: Большая российская энциклопедия, 2007. — Т. 5. — С. 722. — 816 с. — ISBN 978-5-85270-340-8.
5. ↑  Является прототипом героя рассказа Соллогуба «Неоконченные повести». См.: Немзер А. С. Соллогуб Владимир Александрович // Русские писатели. 1800—1917. Биографический словарь. П—С / Главный ред. П. А. Николаев. — М.: Большая российская энциклопедия, 2007. — Т. 5. — С. 722. — 816 с. — ISBN 978-5-85270-340-8.
6. ↑  Основой для этого произведения послужила история сестры дерптского товарища И. Ф. Золотарёва, а в гейдельбергском студенте Феде автор отразил некоторые черты самого Золотарёва. См.: Вацуро, В. Э. Беллетристика Владимира Соллогуба // В. Э. Вацуро: материалы к биографии. — М. : Новое литературное обозрение, 2005. — С. 252.
7. ↑  Ему граф Соллогуб посвятил «Серенаду» (1830-е годы), одно время популярную среди студентов. См.: Немзер А. С. Соллогуб Владимир Александрович // Русские писатели. 1800—1917. Биографический словарь. П—С / Главный ред. П. А. Николаев. — М.: Большая российская энциклопедия, 2007. — Т. 5. — С. 722. — 816 с. — ISBN 978-5-85270-340-8.
8. ↑  По другим данным (самого Соллогуба), знакомство относится к рождественским каникулам 1831 года. См.: Немзер А. С. Соллогуб Владимир Александрович // Русские писатели. 1800—1917. Биографический словарь. П—С / Главный ред. П. А. Николаев. — М.: Большая российская энциклопедия, 2007. — Т. 5. — С. 722. — 816 с. — ISBN 978-5-85270-340-8.
9. ↑  Служебная деятельность Соллогуба с 19 января 1835 года по 8 августа 1845 года зафиксирована в ЦГИАЛ, ф. 1349, оп. № 3, ед. хр. 2109, формуляре № 10 — гр. В. А. Соллогуба, 1848 г. Цит. по: Заборова, Р. Неизвестное стихотворение Лермонтова и В. А. Соллогуба // Литературное наследство. — М., 1952. — Т. 58: Пушкин. Лермонтов. Гоголь.
10. ↑  По другим данным, в 1842—1843 годах. См.: Белкина, М. Водевиль Соллогуба // Водевили / В. А. Соллогуб. — М., 1937. — С. 8.
11. ↑  Тем не менее через несколько лет, в 1845 году, Соллогуб опубликовал в «Литературной газете» пародию на повесть. См.: Розанова С. А. Соллогуб, Владимир Александрович // Русские писатели. Биобиблиографический указатель / Под ред. П. А. Николаева. — М.: Просвещение, 1990. — Т. 2. — С. 241—242.
12. ↑  Существует мистифицированная версия создания, которую Соллогуб изложил в «автобиографическом» письме к М. Ф. Де-Пуле. См.: Немзер А. С. Соллогуб Владимир Александрович // Русские писатели. 1800—1917. Биографический словарь. П—С / Главный ред. П. А. Николаев. — М.: Большая российская энциклопедия, 2007. — Т. 5. — С. 723. — 816 с. — ISBN 978-5-85270-340-8.
13. ↑  Была размещена в «Альманахе в память двухсотлетнего юбилея императорского университета» (Гельсингфорс, 1842). См.: Немзер А. С. Соллогуб Владимир Александрович // Русские писатели. 1800—1917. Биографический словарь. П—С / Главный ред. П. А. Николаев. — М.: Большая российская энциклопедия, 2007. — Т. 5. — С. 724. — 816 с. — ISBN 978-5-85270-340-8.
14. ↑  Помимо версии, изданной в «Собрании сочинений» Соллогуба, существует другая, возможно, более близкая в сценическом отношении, опубликованная как «Ундина. Опера в 3-х д.» в 1863 году. См.: Немзер А. С. Соллогуб Владимир Александрович // Русские писатели. 1800—1917. Биографический словарь. П—С / Главный ред. П. А. Николаев. — М.: Большая российская энциклопедия, 2007. — Т. 5. — С. 725. — 816 с. — ISBN 978-5-85270-340-8.
15. ↑  Поездка состоялась в связи с организацией комиссии для пересмотра театральных уставов 1827 года. См.: Белкина, М. Водевиль Соллогуба // Водевили / В. А. Соллогуб. — М., 1937. — С. 17.
16. ↑  По другим данным, в 1860 году. См.: Белкина, М. Водевиль Соллогуба // Водевили / В. А. Соллогуб. — М., 1937. — С. 17.
17. ↑  Иногда упоминаются семь артелей для 200 человек: сапожная, картузная, чунная (по изготовлению суконных туфель), переплётная, швальная и женская чулочная. См.: Лебедев В. Б., Степанов Е. В. В. А. Соллогуб и его эксперименты в области организации труда арестантов // Вестник института. Научно-практический журнал Вологодского института права и экономики ФСИН. Преступление. Наказание. Исправление. — Вологда, 2012. — № 1. — С. 84.
18. ↑  Иногда с названием «Сережа. Листок из повседневной жизни» относят к рассказам. См.: Осповат, А. Л. В. А. Соллогуб // Три повести / В. А. Соллогуб. — М., 1978. — С. 272.
19. ↑  В целом для светской повести была характерна игра с прототипами. Она должна была стать основой романа В. Ф. Одоевского (условное название «Мост», 1840-е годы), где главными героями предстали бы литераторы-аристократы. Прототипом графа Новинского должен был стать сам Соллогуб. См.: Немзер А. С. Соллогуб Владимир Александрович // Русские писатели. 1800—1917. Биографический словарь. П—С / Главный ред. П. А. Николаев. — М.: Большая российская энциклопедия, 2007. — Т. 5. — С. 723. — 816 с. — ISBN 978-5-85270-340-8.
20. ↑  Как считает А. С. Немзер, Э. Г. Герштейн убедительно показала, что именно они являлись прообразом Ивана Васильевича. См.: Герштейн Э. Г. Судьба Лермонтова. — М.: Худож. лит., 1986. — С. 143—144. — 351 с.; Немзер, А. С. Владимир Соллогуб и его главная книга // Тарантас / В. А. Соллогуб. — М., 1982. — С. 4.
21. ↑  Более подробно позиция Белинского (в сравнении с позицией и Самарина) изложена в: Кошелев В. А. Эстетические и литературные воззрения русских славянофилов (1840—1850-е годы). — Л.: Наука, 1984. — С. 171—178.
22. ↑  Иногда упоминается, что пьеса была опубликована в «Санкт-Петербургских ведомостях» в 1850 году. См.: Белкина, М. Водевиль Соллогуба // Водевили / В. А. Соллогуб. — М., 1937. — С. 34.
23. ↑  Иногда это объясняют не сюжетной ограниченностью автора, а смещением акцентов в его прозе: со сложных жизненных перипетий «доброго, но безвольного малого» («Большой свет» и «Аптекарша») к внутреннему миру человека в драматической ситуации ввиду конфликта героя и его среды. См.: Валек, Н. А. «Через край» В. А. Соллогуба: От светской повести к «роману из современной жизни» : Автореферат диссертации на соискание ученой степени кандидата филологических наук. — Екатеринбург, 2011. — С. 9—10.
24. ↑  Более подробно понятие «развязки» в творчество Соллогуба рассмотрено в: Немзер А. С. «Развязка вчерашнего дня — нынешний» // Литературная учеба. — М., 1983. — № 2. — С. 189—193.
25. ↑  По мнению В. Э. Вацуро, сюжетная интрига для Соллогуба, наоборот, всегда была важна: Вацуро, В. Э. Беллетристика Владимира Соллогуба [1977 г.] // В. Э. Вацуро: материалы к биографии. — М. : Новое литературное обозрение, 2005. — С. 264.
26. ↑  Более подробно черты сходства и отличия прототипа и образа и их сознательное смещение Соллогубом рассмотрены В. Э. Вацуро. См.: Вацуро, В. Э. Беллетристика Владимира Соллогуба // В. Э. Вацуро: материалы к биографии. — М. : Новое литературное обозрение, 2005. — С. 255—256.
27. ↑  Более подробно сравнение поэмы и повести изложено в: Кошелев В. А. Эстетические и литературные воззрения русских славянофилов (1840—1850-е годы). — Л.: Наука, 1984. — С. 178—182.

### Использованные источники
- Абрамович С. Л. Пушкин. Последний год: Хроника: Январь 1836 — январь 1837. — М.: Советский писатель, 1991. — 624 с. — ISBN 5-265-00919-1.
- Алексеев В. И. Тюремная реформа в России 1879 года // Журнал российского права. — М., 2008. — № 9. — С. 127—131.
- Аронсон М., Рейсер С. А. Литературные кружки и салоны. — СПб.: Академический проект, 2001. — 400 с. — ISBN 5-7784-0157-4.
- Бакунин М. А. Собрание сочинений и писем: 1828—1876 / Под ред. Ю. М. Стеклова. — М.: Издательство Всесоюзного общества политкаторжан и ссыльнопоселенцев, 1934. — Т. 1: Догегелианский период: 1828—1837. — 488 с.
- Барсуков Н. П. Жизнь и труды М. П. Погодина / Издание А. Д. и Д. М. Погодиных. — СПб. : Типография М. М. Стасюлевича, 1897. — Кн. 11. — 560 с.
- Белкина М. И. Водевиль Соллогуба // Водевили / В. А. Соллогуб. — М. : Гослитиздат, 1937. — С. 1—46. — 184 с.
- Боборыкин П. Д. За полвека (Мои воспоминания). — М.—Л.: Земля и фабрика, 1929. — 383 с.
- Бороздин А. К. Сологуб, граф Владимир Александрович (Соллогуб) // Русский биографический словарь / Изд. под наблюдением председателя Императорского Русского Исторического Общества А. А. Половцова. — СПб. : Типография товарищества «Общественная польза», 1909. — Т. 19. — С. 96—98. — 608 с.
- Валек Н. А. «Через край» В. А. Соллогуба: От светской повести к «роману из современной жизни» : Автореферат диссертации на соискание ученой степени кандидата филологических наук. — Екатеринбург, 2011. — 21 с.
- Вацуро  В. Э. Беллетристика Владимира Соллогуба [1977 г.] // В. Э. Вацуро. Материалы к биографии / Сост. Т. Селезнева. — М. : Новое литературное обозрение, 2005. — 688 с. — (Филологическое наследие). — ISBN 5-86793-295-8.
- Вацуро В. Э. Избранные труды. — М.: Языки славянской культуры, 2004. — 848 с. — (Классики отечественной филологии). — ISBN 5-94457-179-9.
- Вацуро В. Э. Один из источников «Огородника» // Некрасовский сборник  / Отв. ред. Ф. Прийма. — Л.: Наука, 1980. — Вып. VII. — С. 106—111.
- Вацуро В. Э. Пушкин в сознании современников // А. С. Пушкин в воспоминаниях современников / Сост. и примеч. В. Вацуро, М. Гиллельсона, Р. Иезуитовой, Я Левкович. — М. : Художественная литература, 1985. — Т. 1. — С. 5—26. — 562 с. — (Серия литературных мемуаров).
- Вацуро В. Э. Устная новелла Пушкина // Записки комментатора. — СПб.: Гуманитарное агентство «Академический проект», 1994. — С. 109—115. — 350 с. — ISBN 5-7331-0007-9.
- Виноградов В. В. Избранные труды: Поэтика русской литературы / Ред. М. Алексеев, А. Чудаков. — М.: Наука, 1976. — 512 с.
- Герштейн Э. Г. Судьба Лермонтова. — М.: Художественная литература, 1986. — 351 с.
- Головачева (Панаева) А. Я. Воспоминания // Исторический вестник. — СПб., 1889. — Т. XXXV, № 2.
- Граф В. А. Соллогуб // Исторический вестник. — СПб., 1882. — Т. IX. — С. 223.
- Граф В. А. Соллогуб (некролог) // Всемирная иллюстрация : журнал. — 1882. — Т. 28, № 713. — С. 167.
- Гр. В. А. Соллогуб // Нива. — СПб., 1882. — № 27. — С. 625—626.
- Гр. Соллогуб Владимир Александрович // Список гражданским чинам первых трех классов. Исправлен по 1-е февраля 1882 года. — СПб., 1882. — С. 180.
- Гр. Соллогуб Владимир Александрович // Список гражданским чинам IV класса. Исправлен по 31 декабря 1858 года. — СПб., 1859.
- Гр. Соллогуб Владимир Александрович // Список гражданским чинам IV класса. Исправлен по 1-е января 1862 года. — СПб., 1862.
- Гр. Соллогуб Владимир Александрович // Список гражданским чинам IV класса. Исправлен по 1-е июня 1866 года. — СПб., 1866.
- Граф Соллогуб Владимир Александрович // Список гражданским чинам первых трех классов. Исправлен по 1-е июня 1878 года. — СПб., 1878.
- Григорьев А. А. Письма / Изд. подг. И. Виттакер, Б. Егоров; отв. ред. И. Птушкина. — М.: Наука, 1999. — 473 с. — (Литературные памятники). — ISBN 5-02-011678-5.
- Взгляд сквозь столетия: (Русская фантастика XVIII и первой половины XIX вв.) / Сост. и автор комм. В. Гуминский. — М. : Молодая гвардия, 1977. — 336 с.
- Дружинин А. В. Повести. Дневник / Изд. подг. Б. Егоров, В. Жданов; отв. ред. С. Рейсер. — М.: Наука, 1986. — 511 с. — (Литературные памятники).
- Журавлёва А. И. Русская драма эпохи А. Н. Островского // Русская драма эпохи А. Н. Островского / Сост., общ. редакция А. И. Журавлёвой. — М. : Издательство Московского университета, 1984. — С. 6—42. — 464 с. — (Университетская библиотека).
- Заборова Р. Б. Неизвестное стихотворение Лермонтова и В. А. Соллогуба. — Литературное наследство. — М. : Издательство Академии наук СССР, 1952. — Т. 58: Пушкин. Лермонтов. Гоголь. — С. 369—372. — 1059 с.
- Заборова Р. Б. Соллогуб Владимир Александрович // Лермонтовская энциклопедия / АН СССР. Ин-т рус. лит. (Пушкинск. Дом) ; науч.-ред. совет изд-ва «Советская энциклопедия» ; гл. ред. В. А. Мануйлов ; редкол.: И. Л. Андроников … [и др.]. — М. : Сов. энцикл., 1981. — С. 519.
- М. Г. [Гиллельсон М. И.] Соллогуб Софья Михайловна // Лермонтовская энциклопедия / АН СССР. Ин-т рус. лит. (Пушкинск. Дом) ; науч.-ред. совет изд-ва «Советская энциклопедия» ; гл. ред. В. А. Мануйлов ; редкол.: И. Л. Андроников … [и др.]. — М. : Сов. энцикл., 1981. — С. 519.
- Записки графини А. Д. Блудовой // Русский архив. — М.: Типография Лазаревского института восточных языков, 1872. — Т. 7—8. — С. 1217—1310.
- Из писем к В. А. Жуковскому // Русский архив. — М.: Типография Лазаревского института восточных языков, 1902. — Т. 7. — С. 436—457.
- Из дружеской переписки гр. А. К. Толстого // Вестник Европы. — СПб., 1905. — № 10. — С. 441—447.
- Инсарский В. А. Записки В. А. Инсарского // Русская старина. — СПб., 1895. — № 1. — С. 92—124.
- Кийко Е. И. В. А. Соллогуб // Повести и рассказы / В. А. Соллогуб ; Сост. Е. Кийко. — М.—Л. : ГИХЛ, 1962. — 388 с.
- Кийко Е. И. Примечания // Повести и рассказы / В. А. Соллогуб ; Сост. Е. Кийко. — М.—Л. : ГИХЛ, 1962. — 388 с.
- Кошелев В. А. Эстетические и литературные воззрения русских славянофилов: (1840—1850-е годы) / Отв. ред. В. Мещеряков. — Л.: Наука, 1984. — 196 с.
- Кулешов В. И. Натуральная школа в русской литературе XIX века. — М.: Просвещение, 1982. — 300 с.
- Лебедев В. Б., Степанов Е. В. В. А. Соллогуб и его роль в реформировании уголовно-исполнительной системы (1870—1874 гг.) // Вестник института. Научно-практический журнал Вологодского института права и экономики ФСИН. Преступление. Наказание. Исправление. — Вологда, 2013. — № 3. — С. 72—77.
- Лебедев В. Б., Степанов Е. В. В. А. Соллогуб и его эксперименты в области организации труда арестантов // Вестник института. Научно-практический журнал Вологодского института права и экономики ФСИН. Преступление. Наказание. Исправление. — Вологда, 2012. — № 1. — С. 82—87.
- Лемке М. Ядринцев Николай Михайлович. — СПб., 1904.
- Личные фонды Рукописного отдела Пушкинского дома: Аннотированый указатель / Сост. и отв. ред. Т. Царькова. — СПб.: Русско-балтийский информационный центр «БЛИЦ», 1999. — 398 с. — (Программа «Российские архивы»). — ISBN 5-86789-030-9.
- Лотман Л. М. Драматургия 60—70-х годов [XIX века] // История русской литературы : в 4 т. / Ред. Ф. Я. Прийма, Н. И. Пруцков. — Л. : Наука, 1982. — Т. 3: Расцвет рализма. — С. 446—494. — 877 с.
- Манн Ю. В. Утверждение критического реализма. Натуральная школа // Развитие реализма в русской литературе : в 3 т. / Ред. К. Н. Ломунов [и др.]. — Л. : Наука, 1972. — Т. 1: Просветительский реализм. Утверждение критического реализма. — 350 с.
- Масанов И. Ф. Словарь псевдонимов русских писателей, ученых и общественных деятелей : в 4 т.. — М. : Издательство Всесоюзной книжной палаты, 1960. — Т. 3: Алфавитный указатель псевдонимов: Псевдонимы русского алфавита: А—И. Псевдонимы латинского и греческого алфавитов. Астронимы. Цифры. Разные знаки. — 557 с.
- Михайлик А. А. Развитие пенитенциарной системы России во второй половине XIX в // Ленинградский юридический журнал. — СПб., 2013. — № 4. — С. 53—59.
- Модзалевский Б. Л. Пушкин: Труды Пушкинского дома при Российской академии наук. — Л.: Прибой, 1929. — 440 с.
- Немзер А. С. Проза Владимира Соллогуба // Повести и рассказы / В. А. Соллогуб. — М. : Правда, 1988. — 448 с.
- Немзер А. С. Соллогуб Владимир Александрович // Русские писатели. 1800—1917. Биографический словарь / Главный ред. П. А. Николаев. — М.: Большая российская энциклопедия, 2007. — Т. 5: П—С. — С. 722—729. — 816 с. — ISBN 978-5-85270-340-8.
- Немзер А. С. Владимир Соллогуб и его главная книга // Тарантас. Путевые впечатления: Сочинение графа В. А. Соллогуба [Факсимильное издание 1845 года]. — М. : Книга, 1982. — С. 1—21. — 286+55 с.
- Немзер А. С. «Развязка вчерашнего дня — нынешний» // Литературная учеба. — М., 1983. — № 2. — С. 188—193.
- Новые книги // Современник. — СПб., 1851. — № 3. Отд. V. — С. 18—25.
- Ойвин В. Н.. Неизвестная «Ундина» Чайковского прозвучала в зале имени её автора. OperaNews.ru (23 ноября 2015). Дата обращения: 10 июля 2016.
- Осповат А. Л. Примечания // Три повести / В. А. Соллогуб. — М. : Советская Россия, 1978. — 288 с. — (Российские повести и рассказы).
- Песни русских поэтов / Вступ. ст., сост., подг. текста, биогр. справки и примеч. В. Гусева. — Л.: Советский писатель, 1988. — Т. первый. — 590 с. — (Библиотека поэта. Большая серия. Издание третье).
- Печников А. П. Теория и практика исполнения уголовного наказания в зарубежных странах (конец XVIII — XIX век) // Юридическая наука. — Рязань, 2012. — № 2. — С. 11—17.
- Печников А. П. Тюремные учреждения российского государства (1649 — октябрь 1917 гг.) : (ист. хроника). — М.: Щит-М, 2004. — 324 с. — ISBN 5-93004-166-0.
- Письма Ап. Григорьева М. П. Погодину 1855—1857 / Вступ. заметка, публикация и примечания Б. Егорова // Ученые записки Тартуского государственного университета. — 1973. — Вып. 306. Труды по русской и славянской филологии. XXI. — С. 353—388.
- Письма к графине С. А. Толстой // Вестник Европы. — СПб., 1908. — Т. 1. — С. 206—240.
- Поэты «Искры» / Вступ. ст., сост., подг. текста и примеч. И. Г. Ямпольского. — Л.: Сов. писатель, 1987. — Т. 1. — 384 с. — (Библиотека поэта. Большая серия).
- Поэты «Искры» / Вступ. ст., сост., подг. текста и примеч. И. Г. Ямпольского. — Л.: Сов. писатель, 1987. — Т. 2. — 464 с. — (Библиотека поэта. Большая серия).
- Рейфман П. С. Стихотворение Лермонтова «Как часто, пестрою толпою окружен» и повесть Соллогуба «Большой свет» // Литература в школе. — 1958. — № 3.
- Розанова С. А. Соллогуб, Владимир Александрович // Русские писатели. Биобиблиографический указатель / Под ред. П. А. Николаева. — М.: Просвещение, 1990. — Т. 2. — С. 241—242.
- Русская повесть XIX века: История и проблематика жанра : [Сб.] / Под ред. Б. Мейлаха. — Л.: Наука, 1973. — 564 с.
- Русская поэзия в отечественной музыке (до 1917 года): Справочник. — М. : Музыка, 1966. — Вып. 1. — 437 с.
- Словарь членов Общества любителей российской словесности при Московском университете. 1811—1911. — М.: Печатня А. И. Снегиревой, 1911. — 342 с.
- Смирнова-Россет А. О. Дневник. Воспоминания / Изд. подг. С. Житомирская; отв. ред. В. Вацуро. — М.: Наука, 1989. — 790 с. — (Литературные памятники).
- Соллогуб В. А. Воспоминания. — М.—Л. : «Academia», 1931.
- Соллогуб  В. А. Повести. Воспоминания / Сост., подг. текста, вступ. статья, коммент. И. Чистовой. — Л.: Художественная литература, 1988. — 719 с.
- Тургенев И. С. Письма. — 2-е изд., испр. и доп. — М.: Наука, 1987. — Т. 3: 1855—1858. — 704 с. — (Полное собрание сочинений и писем в тридцати томах. Письма в восемнадцати томах).
- Тургенев И. С. Письма. — 2-е изд., испр. и доп. — М.: Наука, 1995. — Т. 9: Июнь 1868 — май 1869. — 480 с. — (Полное собрание сочинений и писем в тридцати томах. Письма в восемнадцати томах). — ISBN 5-02-011449-9.
- Упоров В. И. Пенитенциарная политика России в XVIII—XX вв. : историко-правовой анализ тенденций развития. — СПб.: Юрид. центр Пресс, 2004. — 608 с. — ISBN 5-94201-340-3.
- Фойницкий И. Я. Проект основных положений тюремного преобразования в России // На досуге. Сборник юридический статей и исследований. — СПб., 1898. — Т. I. — С. 205—260.
- Чайковский М. И. Жизнь Петра Ильича Чайковского. — М.: Алгоритм, 1997. — Т. 1.
- Чистова И. С. Беллетристика и мемуары Владимира Соллогуба // Повести. Воспоминания / В. А. Соллогуб ; Сост., подг. текста, коммент. И. Чистовой. — Л. : Художественная литература, 1988. — 719 с.
- Черейский Л. А. Пушкин и его окружение / Отв. ред. В. Вацуро. — 2-е изд., доп. и перераб. — Л.: Наука, 1988. — 544 с. — ISBN 5-02-028016-X.
- Языков Д. Д. Обзор жизни и трудов покойных русских писателей. — СПб. : Типография А. С. Суворина, 1885. — Вып. второй: Русские писатели, умершие в 1882 году.
- «Яснополянские записки» Д. П. Маковицкого. Книга вторая: 1906—1907. — Литературное наследство. — М. : Наука, 1979. — Т. 90: У Толстого. 1904—1910. — 688 с.
- Якушин Н. И. Писатель с замечательным дарованием // Повести и рассказы / В. А. Соллогуб. — М. : Советская Россия, 1988. — 352 с. — ISBN 5-268-00537-5.

### Рекомендуемые источники

#### Исследования
- Грехнев В. А. «Тарантас» Соллогуба // Ученые записки Горьковского института. — 1972. — Вып. 132.
- Грехнев, В. А. Творчество В. А. Соллогуба в оценке Добролюбова // Статьи и материалы / Н. А. Добролюбов. — Горький, 1965.
- Грехнев В. А. Творчество В. А. Соллогуба в русской прозе конца 30-х — I половины XIX в. — Горький, 1967.
- Губер, П. К. Граф В. А. Соллогуб и его мемуары // Воспоминания / В. А. Соллогуб. — М.—Л. : «Academia», 1931. — С. 9—123.
- Гуминский В. М. К вопросу о жанре путешествий // Филология. — 1977. — Вып. 5.
- Заборова, Р. Б. Материалы о М. Ю. Лермонтове в фонде В. Ф. Одоевского // Труды Государственной публичной библиотеки. — Л., 1958. — Т. 5 (8). — С. 190—199.
- Кузьминский К. Запутанный вопрос (Об иллюстрациях к «Тарантасу» Соллогуба) // Среди коллекционеров. — М., 1922. — № 1. — С. 48—53.
- Немзер А. С. Повести Соллогуба на фоне романтической традиции // Филология. — 1982. — Вып. 6.
- Поляков А. С. О смерти Пушкина (по новым данным). — Пб.: ГИЗ, 1922. — С. 6—11. — (Труды Пушкинского дома).
- Стасов В. В. Лекция графа Соллогуба [«Об основаниях и применениях русской народной орнаментики»] // Собрание сочинений. — Пб., 1894. — Т. II. — С. 231—236.
- Степанов, Н. Сочинения графа В. А. Соллогуб // Полное собрание сочинений / Н. А. Добролюбов. — Л. : ГИХЛ, 1934. — Т. I. — С. 621—623.

#### Воспоминания и письма
- Головин К. Мои воспоминания. — Пб., 1908. — Т. I. — С. 185—186.
- Голубцова, М. Письма графа В. А. Соллогуба к А. С. Пушкину по поводу их дуэли // Отчет имп. Российского исторического музея им. имп. Александра III в Москве за 1913 год. — М., 1914. — С. 107—115.
- Давыдов Н. В. Из прошлого. — М., 1913. — С. 88—89.
- Инсарский, В. А. I // Записки. — Пб., 1898. — С. 297—305.
- Корсаков Д. К. Д. Кавелин. Материалы для биографии, из семейной переписки и воспоминаний // Вестник Европы. — СПб., 1886. — № 11. — С. 179—183.
- Оболенский Д. Д. Наброски из воспоминаний // Русский архив. — М., 1895. — № 1. — С. 357—359.
- Соколова А. И. Встречи и знакомства // Исторический вестник. — СПб., 1911. — № 4. — С. 116—124.